# Sacro Império Romano-Germânico
O Sacro Império Romano-Germânico[f] ou Sacro Império Romano, liderado pelo Sacro Imperador Romano-Germânico, desenvolveu-se na Europa Central no início da Idade Média e durou quase mil anos até à sua dissolução em 1806.
Em 25 de dezembro de 800, o Papa Leão III coroou o rei franco Carlos Magno imperador romano, revivendo o título mais de três séculos após a queda do Império Romano do Ocidente em 476. O título expirou em 924, mas foi revivido em 962, quando Otão I foi coroado imperador pelo Papa João XII, como sucessor de Carlos Magno e do Império Carolíngio.[g] De 962 até o século XII, o império foi uma das monarquias mais poderosas da Europa.
Dependia da cooperação entre o imperador e os vassalos; isso foi perturbado durante o período sálio. O império atingiu o ápice da expansão territorial e do poder sob a Casa de Hohenstaufen em meados do século XIII, mas a extensão excessiva levou a um colapso parcial.  O cargo imperial era tradicionalmente eleito pelos príncipes eleitores, em sua maioria alemães. Em teoria e diplomacia, os imperadores eram considerados os primeiros entre iguais de todos os monarcas católicos da Europa.
Um processo de Reforma Imperial no final do século XV e início do século XVI transformou o império, criando um conjunto de instituições que perduraram até seu fim definitivo no século XIX. Em 6 de agosto de 1806, o imperador Francisco II abdicou e dissolveu formalmente o império após a criação, pelo imperador francês Napoleão, da Confederação do Reno, a partir de estados clientes alemães leais à França.

## Nome e percepção geral
Desde Carlos Magno, o reino foi simplesmente referido como Império Romano. O termo sacrum ("sagrado", no sentido de "consagrado") em conexão com o Império Romano medieval foi usado a partir de 1157 sob Frederico I Barbarossa ("Sacro Império"): o termo foi adicionado para refletir a ambição de Frederico de dominar a Itália e o Papado. A forma “Sacro Império Romano” é atestada a partir de 1254.
O termo exato "Sacro Império Romano" não foi usado até o século XIII, antes do qual o império era conhecido como universum regnum ("todo o reino", em oposição aos reinos regionais), imperium christianum ("império cristão"), ou Romanum imperium (“Império Romano”),  mas a legitimidade do Imperador sempre se baseou no conceito de translatio imperii, [h] que ele detinha o poder supremo herdado dos antigos imperadores de Roma.
Em um decreto após a Dieta de Colônia em 1512, o nome foi alterado para Sacro Império Romano da Nação Germânica (em alemão: Heiliges Römisches Reich Deutscher Nation, em latim: Sacrum Imperium Romanum Nationis Germanicae),  uma forma usada pela primeira vez em um documento em 1474. A adopção deste novo nome coincidiu com a perda de territórios imperiais em Itália e na Borgonha a sul e oeste no final do século XV,  mas também para enfatizar a nova importância dos Estados Imperiais Alemães no governo do Império devido à Reforma Imperial. A denominação húngara "Império Romano Germânico" (em húngaro: Német-római Birodalom) é a abreviação disto.
No final do século XVIII, o termo "Sacro Império Romano da Nação Germânica" caiu em desuso oficial. Contrariando a visão tradicional sobre essa designação, Hermann Weisert argumentou em um estudo sobre a titulação imperial que, apesar das alegações de muitos livros didáticos, o nome "Sacro Império Romano da Nação Germânica" nunca teve um status oficial e aponta que os documentos tinham trinta vezes mais probabilidade de omitir o sufixo nacional do que incluí-lo.
Numa famosa avaliação do nome, o filósofo político Voltaire observou sarcasticamente: "Este corpo que se chamava e que ainda se chama Sacro Império Romano não era de forma alguma santo, nem romano, nem um império." 
No período moderno, o Império era frequentemente chamado informalmente de Império Alemão (Deutsches Reich) ou Império Romano-Germânico (Römisch-Deutsches Reich). Após sua dissolução com o fim do Império Alemão, foi frequentemente chamado de "o antigo Império" (das alte Reich). A partir de 1923, os nacionalistas alemães do início do século XX e a propaganda do Partido Nazista identificaram o Sacro Império Romano como o "Primeiro" Reich (Erstes Reich, Reich significando império), com o Império Alemão como o "Segundo" Reich e o que eventualmente se tornaria a Alemanha Nazista como o "Terceiro" Reich.
David S. Bachrach opina que os reis otonianos na verdade construíram seu império com base em aparatos militares e burocráticos, bem como no legado cultural que herdaram dos carolíngios, que, por fim, herdaram esses legados do Império Romano Tardio. Ele argumenta que o império otoniano dificilmente era um reino arcaico de alemães primitivos, mantido apenas por relações pessoais e movido pelo desejo dos magnatas de saquear e dividir as recompensas entre si, mas, em vez disso, notável por suas habilidades de acumular recursos econômicos, administrativos, educacionais e culturais sofisticados que eles usaram para servir sua enorme máquina de guerra.
Até o final do século XV, o império era teoricamente composto por três grandes blocos – Itália, Alemanha e Borgonha. Mais tarde, territorialmente, apenas o Reino da Alemanha e a Boêmia permaneceram, com os territórios da Borgonha perdidos para a França. Embora os territórios italianos fossem formalmente parte do império, os territórios foram ignorados na Reforma Imperial e divididos em numerosas entidades territoriais independentes de facto. O status da Itália em particular variou ao longo dos séculos XVI a XVIII. Alguns territórios, como Piemonte-Saboia, tornaram-se cada vez mais independentes, enquanto outros se tornaram mais dependentes devido à extinção de suas casas nobres governantes, fazendo com que esses territórios frequentemente caíssem sob os domínios dos Habsburgos e seus ramos inferiores. Salvo a perda de Franco-Condado em 1678, as fronteiras externas do Império não mudaram significativamente desde a Paz de Vestfália – que reconheceu a exclusão da Suíça e dos Países Baixos do Norte, e o protetorado francês sobre a Alsácia – até a dissolução do Império. No final das Guerras Napoleônicas, em 1815, a maior parte do Sacro Império Romano foi incluída na Confederação Germânica, com as principais exceções sendo os estados italianos.

## História

### Início da Idade Média

#### Império Carolíngio

Um mapa do Império Carolíngio na Europa, c. 814 D.C.

À medida que o poder romano na Gália declinava durante o século V, as tribos germânicas locais assumiram o controlo. No final do século V e início do século VI, os merovíngios, sob o comando de Clóvis I e seus sucessores, consolidaram as tribos francas e estenderam a hegemonia sobre outras para ganhar o controle do norte da Gália e da região do vale do rio Reno médio. Em meados do século VIII, os merovíngios foram reduzidos a figuras de proa, e os carolíngios, liderados por Carlos Martel, tornaram-se os governantes de facto governantes. Em 751, o filho de Martel, Pepino, tornou-se rei dos francos e mais tarde obteve a sanção do Papa.  Os carolíngios manteriam uma estreita aliança com o papado.
Em 768, o filho de Pepino, Carlos Magno, tornou-se rei dos francos e iniciou uma extensa expansão do reino. Ele acabou incorporando os territórios da atual França, Alemanha, norte da Itália, Países Baixos e além, ligando o reino franco às terras papais.
Embora o antagonismo sobre o custo da dominação bizantina tenha persistido por muito tempo na Itália, uma ruptura política foi posta em movimento em 726 pela iconoclastia do imperador Leão III, o Isauro, no que o Papa Gregório II viu como a mais recente de uma série de heresias imperiais. Em 797, o imperador romano oriental Constantino VI foi removido do trono por sua mãe, a imperatriz Irene, que se declarou única governante. Como a Igreja Latina considerava apenas um imperador romano do sexo masculino como chefe da cristandade, o Papa Leão III procurou um novo candidato para a dignidade, excluindo a consulta com o patriarca de Constantinopla. 
O bom serviço prestado por Carlos Magno à Igreja em sua defesa das possessões papais contra os lombardos fez dele o candidato ideal. No dia de Natal de 800, o Papa Leão III coroou Carlos Magno imperador, restaurando o título no Ocidente pela primeira vez em mais de três séculos.  Isso pode ser visto como um símbolo do afastamento do papado do decadente Império Bizantino em direção ao novo poder da Frância Carolíngia. Carlos Magno adotou a fórmula Renovatio imperii Romanorum ("renovação do Império Romano"). Em 802, Irene foi deposta e exilada por Nicéforo I e, a partir de então, houve dois imperadores romanos.
Após a morte de Carlos Magno em 814, a coroa imperial passou para seu filho, Luís, o Piedoso. Após a morte de Luís em 840, o domínio passou para seu filho Lotário, que havia sido seu co-governante. Nessa altura, o território de Carlos Magno estava dividido em vários territórios (cf. Tratado de Verdun, Tratado de Prüm, Tratado de Meerssen e Tratado de Ribemont) e, ao longo do final do século IX, o título de imperador foi disputado pelos governantes carolíngios do Reino Franco Ocidental ou Frância Ocidental e do Reino Franco Oriental ou Frância Oriental, com primeiro o rei ocidental (Carlos, o Calvo) e depois o oriental (Carlos, o Gordo), que brevemente reuniu o Império, obtendo o prêmio. No século IX, Carlos Magno e seus sucessores promoveram o renascimento intelectual, conhecido como Renascença Carolíngia. Alguns, como Mortimer Chambers, opinam que o Renascimento Carolíngio tornou possível os renascimentos subsequentes (embora no início do século X, o renascimento já tivesse diminuído).
Após a morte de Carlos, o Gordo, em 888, o Império Carolíngio se desintegrou e nunca foi restaurado. Segundo Regino de Prüm, as partes do reino “geraram régulos”, e cada parte elegeu um régulo “das suas próprias entranhas”. O último imperador foi Berengário I da Itália, que morreu em 924.

#### Reino Franco Oriental Pós-Carolíngio
Por volta de 900, os ducados-raiz autônomos da Francia Oriental (Francônia, Baviera, Suábia, Saxônia e Lotaríngia) ressurgiram. Depois que o rei carolíngio Luís, o Menino, morreu sem descendência em 911, a Frância Oriental não recorreu ao governante carolíngio da Frância Ocidental para assumir o reino, mas em vez disso elegeu um dos duques, Conrado da Francônia, como Rex Francorum Orientalium. Em seu leito de morte, Conrado cedeu a coroa ao seu principal rival, Henrique, o Passarinheiro da Saxônia (r. 919–936), que foi eleito rei na Dieta de Fritzlar em 919. Henrique chegou a uma trégua com os invasores magiares e, em 933, obteve a primeira vitória contra eles na Batalha de Riade.
Henrique morreu em 936, mas seus descendentes, a dinastia Liudolfinga (ou Otoniana), continuariam a governar o Reino Oriental ou o Reino da Germânia por cerca de um século. Após a morte de Henrique, o Passarinheiro, Otão, seu filho e sucessor designado,  foi eleito rei em Aachen em 936. Ele superou uma série de revoltas de um irmão mais novo e de vários duques. Depois disso, o rei conseguiu controlar a nomeação de duques e muitas vezes também empregou bispos em assuntos administrativos. Ele substituiu os líderes da maioria dos principais ducados francos orientais por seus próprios parentes. Ao mesmo tempo, ele teve o cuidado de impedir que membros de sua própria família cometessem infrações às suas prerrogativas reais.

#### Formação do Sacro Império Romano-Germânico

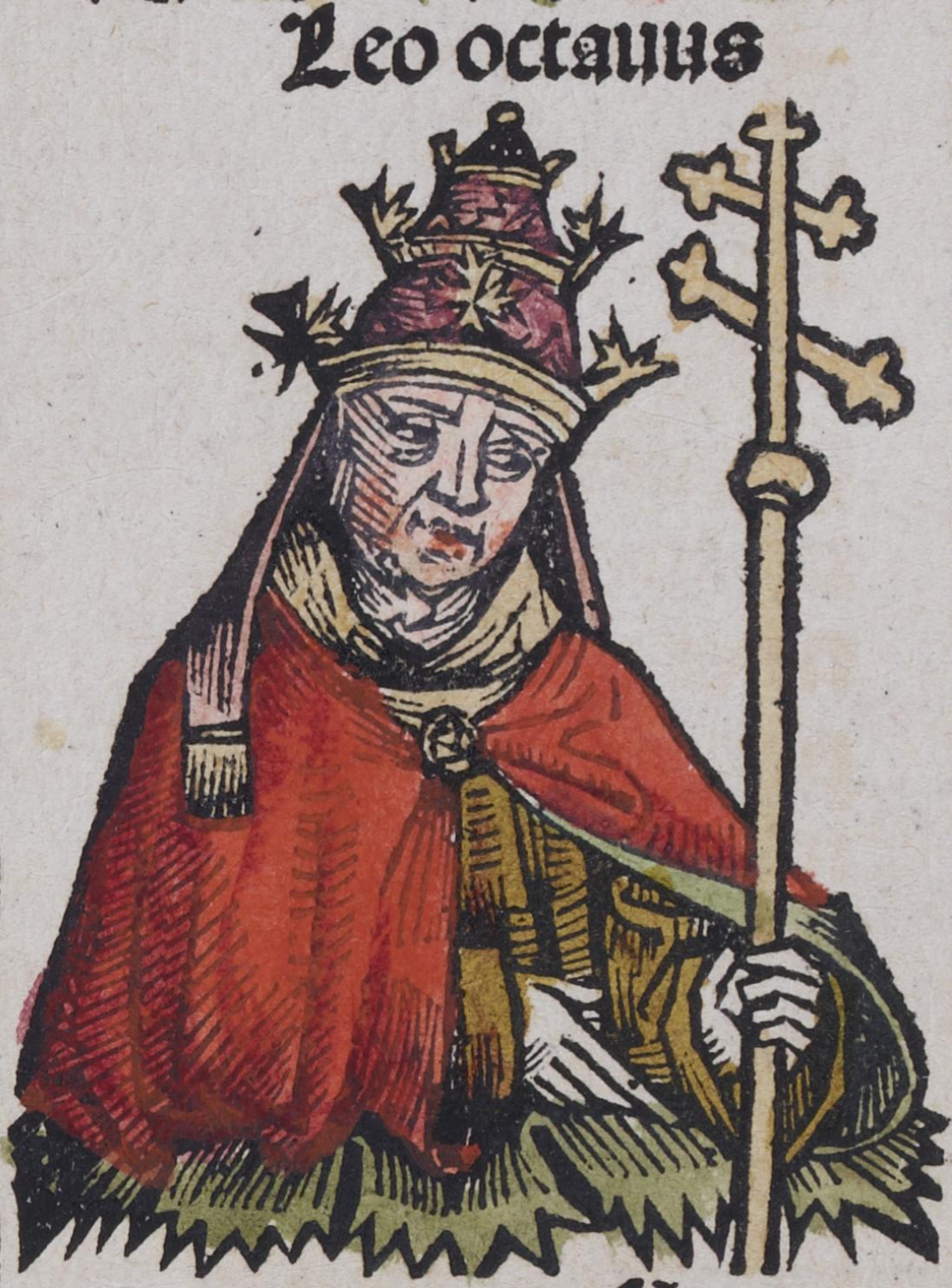
Papa Leão VIII da Santa Igreja Romana

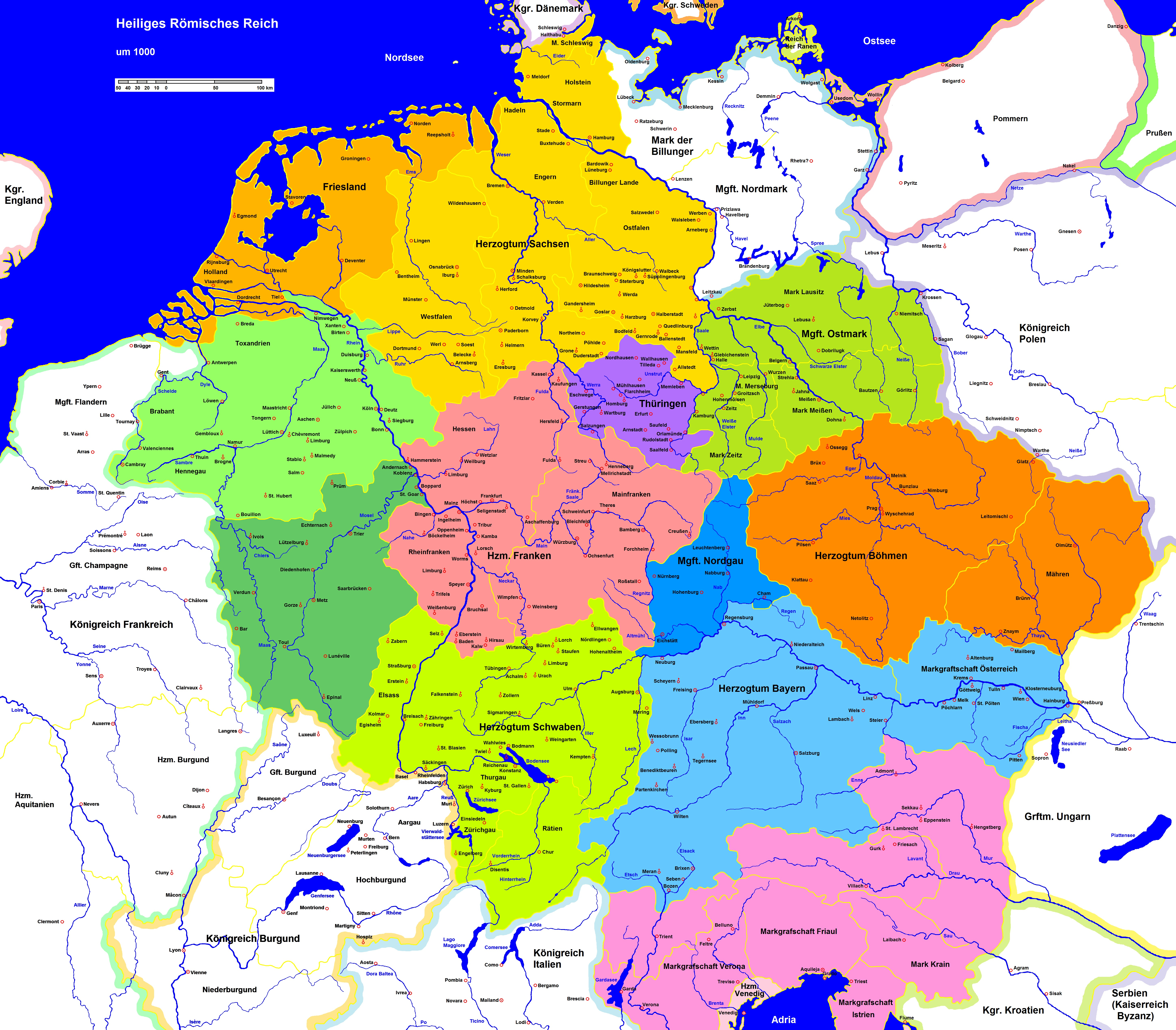
O Sacro Império Romano durante a dinastia otoniana

O Sacro Império Romano entre 972 e 1032

Em 951, Otão veio em auxílio da Rainha Adelaide da Itália, derrotando seus inimigos, casando-se com ela e assumindo o controle da Itália. Em 955, Otão obteve uma vitória decisiva sobre os magiares na Batalha de Lechfeld. Em 962, Otão foi coroado imperador pelo Papa João XII,  entrelaçando assim os assuntos do reino alemão com os da Itália e do papado. A coroação de Otão como imperador marcou os reis alemães como sucessores do império de Carlos Magno, que através do conceito de translatio imperii, também os fez se considerarem sucessores da Roma Antiga. O florescimento das artes que começou com o reinado de Otão, o Grande, é conhecido como Renascimento Otoniano, centrado na Alemanha, mas também ocorrendo no norte da Itália e na França.
Otto criou o sistema de igreja imperial, frequentemente chamado de "sistema de igreja otoniano do Reich", que vinculava as grandes igrejas imperiais e seus representantes ao serviço imperial, fornecendo assim "uma estrutura estável e duradoura para a Alemanha". Durante a era otoniana, as mulheres imperiais desempenharam um papel proeminente nos assuntos políticos e eclesiásticos, muitas vezes combinando suas funções como líder e conselheira religiosa, regente ou co-governante, notadamente Matilda de Ringelheim, Edite , Adelaide da Itália, Teofânia e Matilda de Quedlinburg.
Em 963, Otão depôs João XII e escolheu Leão VIII como o novo papa (embora João XII e Leão VIII tenham reivindicado o papado até 964, quando João XII morreu). Isso também renovou o conflito com o imperador bizantino, especialmente depois que o filho de Otão, Otão II (r. 967–983) adotou a designação imperator Romanorum. Ainda assim, Otão II estabeleceu laços matrimoniais com o oriente quando se casou com a princesa bizantina Teofânia. Seu filho, Otão III, subiu ao trono com apenas três anos de idade e foi submetido a uma luta pelo poder e a uma série de regências até atingir a maioridade em 994. Até então, ele permaneceu na Alemanha, enquanto um duque deposto, Crescêncio II, governava Roma e parte da Itália, aparentemente em seu lugar.
Em 996, Otão III nomeou seu primo Gregório V o primeiro papa alemão. Um papa estrangeiro e oficiais papais estrangeiros eram vistos com suspeita pelos nobres romanos, que foram levados por Crescêncio II à revolta. O antigo mentor de Otão III, o Antipapa João XVI, manteve brevemente Roma, até que o Sacro Imperador Romano tomou a cidade.
Otão morreu jovem em 1002 e foi sucedido por seu primo Henrique II, que se concentrou na Alemanha. As atividades diplomáticas de Otão III (e do seu mentor, o Papa Silvestre) coincidiram e facilitaram a cristianização e a difusão da cultura latina em diferentes partes da Europa. Eles cooptaram um novo grupo de nações (eslavas) para a estrutura da Europa, com seu império funcionando, como alguns observam, como uma "presidência bizantina sobre uma família de nações, centrada no papa e no imperador em Roma". Isto provou ser uma conquista duradoura. A morte prematura de Otão, no entanto, fez do seu reinado "a história de um potencial em grande parte não realizado".
Henrique II morreu em 1024 e Conrado II, o primeiro da dinastia sália, foi eleito rei somente após algum debate entre duques e nobres. Esse grupo acabou se desenvolvendo no colégio de eleitores.
O Sacro Império Romano acabou sendo composto por quatro reinos:
- Reino da Germânia (parte do império desde 962),
- Reino Itálico (de 962 até 1801),
- Reino da Boêmia (a partir de 1002 como Ducado da Boêmia e elevado a reino em 1198),
- Reino da Borgonha (de 1032 a 1378).

### Alta Idade Média

#### Questão das Investiduras
Os reis frequentemente empregavam bispos em assuntos administrativos e frequentemente determinavam quem seria nomeado para cargos eclesiásticos. Após as Reformas Clunianas, esse envolvimento foi cada vez mais visto como inapropriado pelo Papado. O reformista Papa Gregório VII estava determinado a se opor a tais práticas, o que levou à Controvérsia das Investiduras com o Rei Henrique IV (r. 1056–1106, coroado imperador em 1084).

Henrique implorando a Matilda da Toscana e Hugo de Cluny no Castelo de Canossa (miniatura em um manuscrito iluminado mantido na Biblioteca do Vaticano, 1115)

Henrique IV repudiou a interferência do papa e persuadiu os seus bispos a excomungar o papa, a quem ele se dirigiu pelo seu nome de nascimento "Hildebrand" em vez do seu nome papal "Gregório". O papa, por sua vez, excomungou o rei, declarou-o deposto e dissolveu os juramentos de lealdade feitos a Henrique.   O rei viu-se quase sem apoio político e foi forçado a fazer a famosa Caminhada até Canossa em 1077,  através da qual conseguiu o levantamento da excomunhão ao preço da humilhação. Entretanto, os príncipes alemães elegeram outro rei, Rodolfo da Suábia.
Henrique conseguiu derrotar Rodolfo, mas posteriormente foi confrontado com mais revoltas, novas excomunhões e até mesmo a rebelião de seus filhos. Após sua morte, seu segundo filho, Henrique V, chegou a um acordo com o Papa e os bispos na Concordata de Worms de 1122. O poder político do Império foi mantido, mas o conflito demonstrou os limites do poder do governante, especialmente em relação à Igreja, e roubou do rei o status sagrado que ele desfrutava anteriormente. O papa e os príncipes alemães surgiram como atores importantes no sistema político do Sacro Império Romano.

#### Ostsiedlung
Como resultado da Ostsiedlung, regiões menos povoadas da Europa Central (ou seja, áreas de fronteira pouco povoadas nas atuais Polônia e República Tcheca) receberam um número significativo de falantes de alemão. A Silésia tornou-se parte do Sacro Império Romano como resultado da pressão dos duques Piastas locais pela autonomia da Coroa Polonesa.  A partir do final do século XII, o Ducado da Pomerânia ficou sob a suserania do Sacro Império Romano  e as conquistas da Ordem Teutônica tornaram aquela região germanófona.

### Dinastia de Hohenstaufen

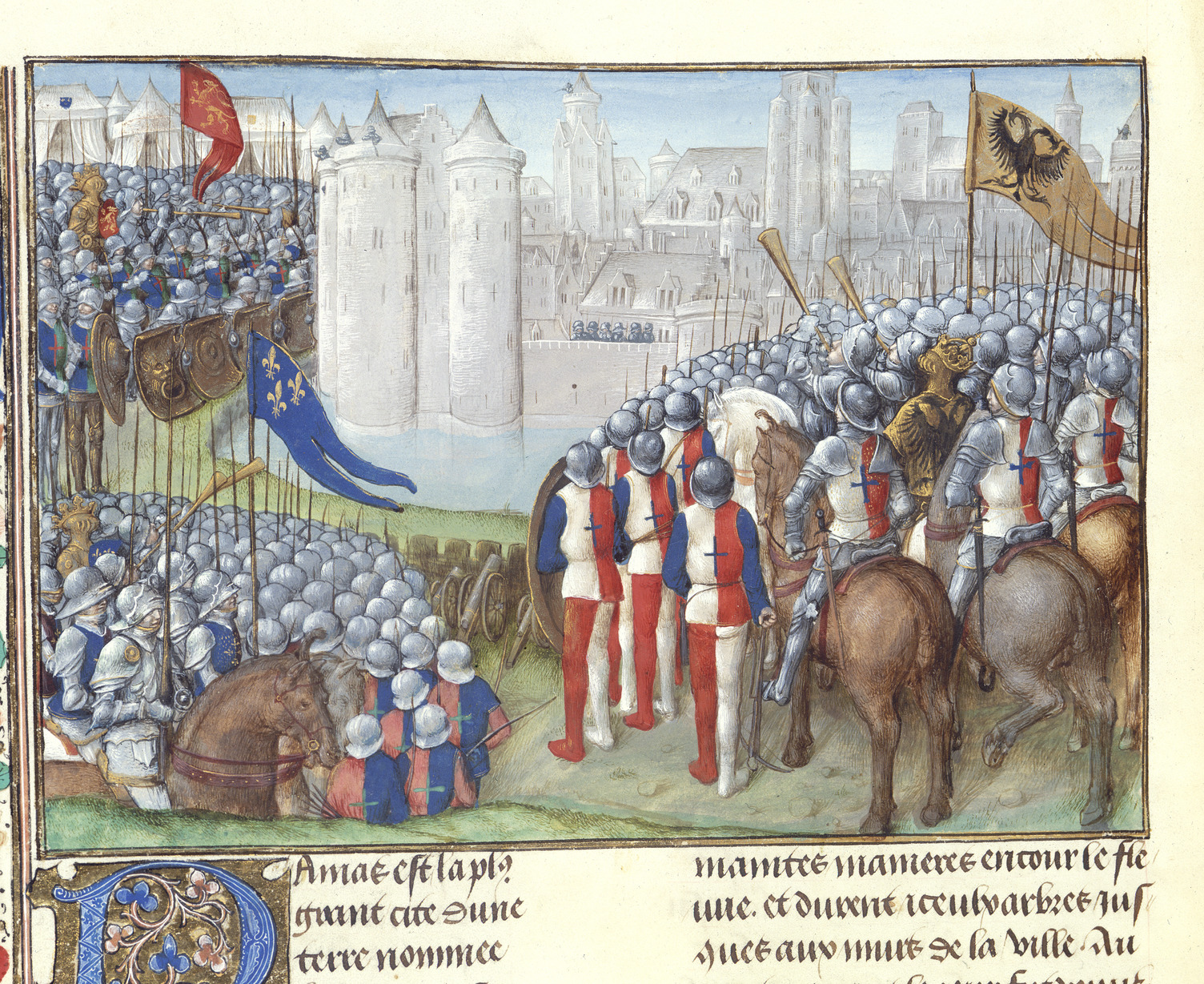
Frederico Barbarossa, Sacro Imperador Romano

O Sacro Império Romano-Germânico e o Reino da Sicília governaram os Hohenstaufen em sua maior extensão sob Frederico II. As terras imperiais e as terras diretamente ocupadas pelos Hohenstaufen no Império são mostradas em amarelo brilhante.

Quando a dinastia sália terminou com a morte de Henrique V em 1125, os príncipes escolheram não eleger o parente mais próximo, mas sim Lotário III, o moderadamente poderoso, mas já velho duque da Saxônia. Quando ele morreu em 1137, os príncipes novamente tentaram conter o poder real; consequentemente, eles não elegeram o herdeiro favorito de Lotário, seu genro, Henrique, o Orgulhoso, da família Guelfo, mas Conrado III da família Hohenstaufen, neto do Imperador Henrique IV e sobrinho do Imperador Henrique V. Isso levou a mais de um século de conflitos entre as duas casas. Conrado expulsou os Guelfos de suas posses, mas após sua morte em 1152, seu sobrinho Frederico Barbarossa o sucedeu e fez as pazes com os Guelfos, devolvendo ao seu primo Henrique, o Leão, suas posses — embora diminuídas.
Os governantes de Hohenstaufen emprestavam cada vez mais terras aos "ministerialis", antigos soldados não livres, que Frederico esperava que fossem mais confiáveis do que os duques. Inicialmente usada principalmente para serviços de guerra, essa nova classe de pessoas formaria a base para os posteriores cavaleiros, outra base do poder imperial. Outro movimento constitucional importante em Roncaglia foi o estabelecimento de um novo mecanismo de paz para todo o império, o Landfrieden, com o primeiro mecanismo imperial sendo emitido em 1103 sob Henrique IV em Mainz. Esta foi uma tentativa de abolir as rixas privadas, entre os muitos duques e outras pessoas, e de vincular os subordinados do imperador a um sistema legal de jurisdição e acusação pública de atos criminosos. – um predecessor do conceito moderno de Estado de direito. Outro novo conceito da época era a fundação sistemática de novas cidades pelo imperador e pelos duques locais. Isso foi em parte resultado da explosão populacional; eles também concentraram poder econômico em locais estratégicos. Antes disso, as cidades só existiam na forma de antigas fundações romanas ou bispados mais antigos. Cidades que foram fundadas no século XII incluem Freiburg, possivelmente o modelo econômico para muitas cidades posteriores, e Munique.
Frederico Barbarossa foi coroado imperador em 1155. Ele enfatizou a "romanidade" do império, em parte numa tentativa de justificar o poder do imperador independente do (agora fortalecido) papa. Uma assembleia imperial nos campos de Roncaglia em 1158 reivindicou direitos imperiais em referência ao Corpus Juris Civilis de Justiniano I. Os direitos imperiais eram chamados de regalias desde a Controvérsia da Investidura, mas foram enumerados pela primeira vez em Roncaglia. Essa lista abrangente incluía estradas públicas, tarifas, cunhagem, cobrança de taxas punitivas e a posse e destituição de titulares de cargos públicos. Esses direitos estavam agora explicitamente enraizados na lei romana, um ato constitucional de longo alcance.
As políticas de Frederico foram direcionadas principalmente à Itália, onde ele entrou em conflito com as cidades livres do norte, especialmente o Ducado de Milão. Ele também se envolveu em outro conflito com o papado ao apoiar um candidato eleito por uma minoria contra o Papa Alexandre III (1159–1181). Frederico apoiou uma sucessão de antipapas antes de finalmente fazer as pazes com Alexandre em 1177. Na Alemanha, o imperador protegeu repetidamente Henrique, o Leão, contra reclamações de príncipes ou cidades rivais (especialmente nos casos de Munique e Lübeck). Henrique deu apenas apoio medíocre às políticas de Frederico e, em uma situação crítica durante as guerras italianas, Henrique recusou o apelo do imperador por apoio militar. Após retornar à Alemanha, um Frederico amargurado abriu um processo contra o duque, resultando em uma proibição pública e no confisco de todos os territórios de Henrique. Em 1190, Frederico participou da Terceira Cruzada, morrendo no Reino Armênio da Cilícia.
Durante o período Hohenstaufen, os príncipes alemães facilitaram uma colonização bem-sucedida e pacífica em terras desabitadas ou escassamente habitadas por eslavos ocidentais. Agricultores, comerciantes e artesãos de língua alemã da parte ocidental do Império, tanto cristãos quanto judeus, se mudaram para essas áreas. A germanização gradual dessas terras foi um fenômeno complexo que não deve ser interpretado nos termos tendenciosos do nacionalismo do século XIX. A colonização a leste expandiu a influência do império para incluir a Pomerânia e a Silésia, assim como o casamento entre governantes locais, ainda em sua maioria eslavos, com esposas alemãs. Os Cavaleiros Teutônicos foram convidados à Prússia pelo Duque Conrado da Mazóvia para cristianizar os prussianos em 1226. O estado monástico da Ordem Teutônica (Deutschordensstaat) e seu posterior estado sucessor alemão, o Ducado da Prússia, nunca fizeram parte do Sacro Império Romano.
Sob o filho e sucessor de Frederico Barbarossa, Henrique VI, a dinastia Hohenstaufen atingiu seu ápice, com a adição do reino normando da Sicília por meio do casamento de Henrique VI e Constança da Sicília. A Boêmia e a Polônia estavam sob dependência feudal, enquanto Chipre e a Armênia Menor também prestavam homenagem. O califa ibero-marroquino aceitou suas reivindicações sobre a suserania de Túnis e Tripolitânia e pagou tributo. Temendo o poder de Henrique, o monarca mais poderoso da Europa desde Carlos Magno, os outros reis europeus formaram uma aliança. Mas Henrique quebrou essa coalizão chantageando o rei inglês Ricardo Coração de Leão. O imperador bizantino temia que Henrique voltasse seu plano de Cruzada contra seu império e começou a coletar o alamanikon para se preparar contra a invasão esperada. Henrique também tinha planos de transformar o Império em uma monarquia hereditária, embora isso tenha encontrado oposição de alguns príncipes e do papa. O imperador morreu repentinamente em 1197, levando ao colapso parcial de seu império. Como seu filho, Frederico II, embora já eleito rei, ainda era uma criança pequena e vivia na Sicília, os príncipes alemães escolheram eleger um rei adulto, resultando na dupla eleição do filho mais novo de Frederico Barbarossa, Filipe da Suábia, e do filho de Henrique, o Leão, Otão de Brunswick, que competiram pela coroa. Depois que Filipe foi assassinado em uma disputa privada em 1208, Otão prevaleceu por um tempo, até que começou a reivindicar também a Sicília.

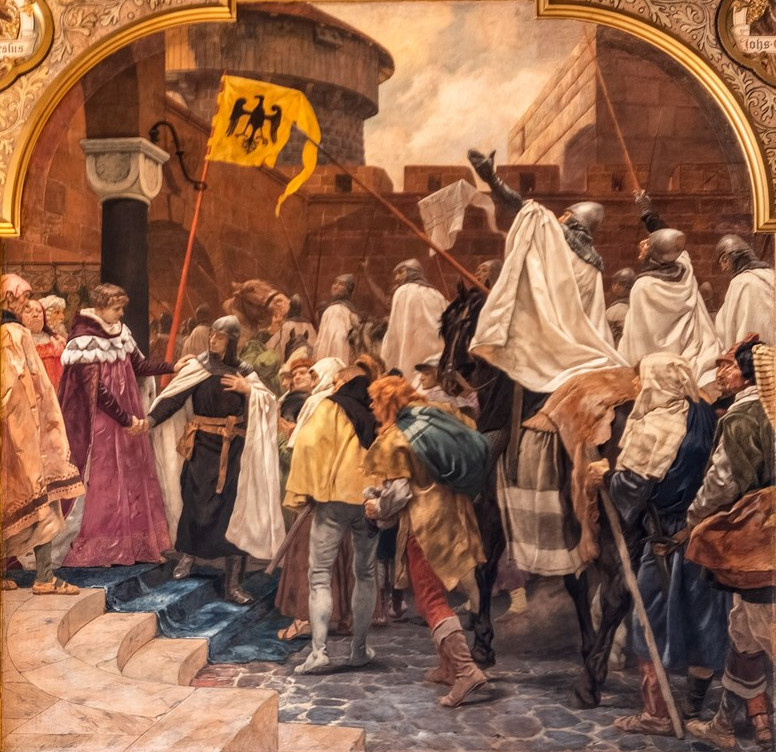
Frederico II, Sacro Imperador Romano

O Papa Inocêncio III, que temia a ameaça representada pela união do império e da Sicília, agora era apoiado por Frederico II, que marchou para a Alemanha e derrotou Otão. Após sua vitória, Frederico não cumpriu sua promessa de manter os dois reinos separados. Embora tivesse feito seu filho Henrique rei da Sicília antes de marchar sobre a Alemanha, ele ainda reservava poder político real para si. Isso continuou depois que Frederico foi coroado imperador em 1220. Temendo a concentração de poder de Frederico, o papa finalmente o excomungou. Outro ponto de discórdia foi a Cruzada, que Frederico havia prometido, mas adiado repetidamente. Agora, embora excomungado, Frederico liderou a Sexta Cruzada em 1228, que terminou em negociações e uma restauração temporária do Reino de Jerusalém.
Por suas atividades multifacetadas, prestígio e personalidade dinâmica, Frederico II foi considerado o maior de todos os imperadores alemães medievais. No Reino da Sicília e em grande parte da Itália, Frederico se baseou no trabalho de seus predecessores normandos e forjou um estado absolutista inicial, unido por uma burocracia secular eficiente. Apesar de seu prestígio e poder imperial, o governo de Frederico II foi um importante ponto de virada em direção à divisão do governo central no Império. Como seu foco político estava ao sul dos Alpes, ele estava praticamente ausente da Alemanha e concedeu privilégios de longo alcance aos príncipes seculares e eclesiásticos do país para garantir sua cooperação. Na Confoederatio cum principibus ecclesiasticis de 1220, Frederico abriu mão de uma série de regalias em favor dos bispos, entre elas tarifas, cunhagem e o direito de construir fortificações. O Statutum in favorem principum estendeu esses privilégios principalmente a territórios seculares. Embora muitos desses privilégios já existissem antes, eles agora eram concedidos globalmente, e de uma vez por todas, para permitir que os príncipes alemães mantivessem a ordem ao norte dos Alpes enquanto Frederico se concentrava na Itália. O documento de 1232 marcou a primeira vez que os duques alemães foram chamados domini terrae, proprietários de suas terras, uma mudança notável também na terminologia. o Statutum afirmou uma divisão de trabalho entre o imperador e os príncipes e lançou muitas bases para o desenvolvimento do particularismo na Alemanha. Mesmo assim, a partir de 1232, os vassalos do imperador tinham direito de veto sobre as decisões legislativas imperiais e qualquer nova lei estabelecida pelo imperador tinha que ser aprovada pelos príncipes.
Apesar dessas disposições, o poder real na Alemanha permaneceu forte sob Frederico e, na década de 1240, a coroa ainda era rica em recursos fiscais, propriedades de terra, séquitos e todos os outros direitos, receitas e jurisdições. Frederico II usou a lealdade política e as jurisdições práticas concedidas à alta aristocracia alemã para impor paz, ordem e justiça à Alemanha. A autarquia jurisdicional dos príncipes alemães foi favorecida pela própria coroa nos séculos XII e XIII no interesse da ordem e da paz local. O resultado inevitável foi o particularismo territorial de clérigos, príncipes leigos e cidades intersticiais. No entanto, Frederico era um governante de vastos territórios e "não podia estar em todos os lugares ao mesmo tempo". A transferência de jurisdição foi uma solução prática para garantir maior apoio dos príncipes alemães e, além disso, foi um processo que já estava em andamento mesmo sob Henrique VI e Frederico Barbarossa. É improvável que um "governante particularmente forte" como Frederico II tivesse concordado pragmaticamente com uma legislação que fosse verdadeiramente concessional em vez de cooperativa, nem os príncipes teriam insistido em tal. O Mainz Landfriede ou Constitutio Pacis, decretada na Dieta Imperial de 1235, tornou-se uma das leis básicas do império e determinou que os príncipes deveriam compartilhar o fardo do governo local na Alemanha. A autoridade da coroa não estava em questão, mas sim sua distribuição prática em uma região tão ampla e carente de um aparato administrativo geral. Longe de uma grande diminuição do poder real, o Mainz Landfriede foi uma recalibração constitucional baseada na culminação de realidades políticas de várias décadas e um testemunho da considerável força política de Frederico II, do seu prestígio acrescido durante o início da década de 1230 e do poder avassalador que lhe permitiu garantir o apoio dos príncipes e recolocá-los no poder de Hohenstaufen.

#### Reino da Boêmia
O Reino da Boêmia foi uma potência regional significativa durante a Idade Média. Em 1212, o rei Otacar I (que tinha o título de "rei" desde 1198) extraiu uma Bula de Ouro da Sicília (um édito formal) do imperador Frederico II, confirmando o título real para Otacar e seus descendentes, e o Ducado da Boêmia foi elevado a reino. As obrigações políticas e financeiras da Boémia para com o Império foram gradualmente reduzidas. Carlos IV escolheu Praga como sede do Sacro Imperador Romano.

#### Interregno

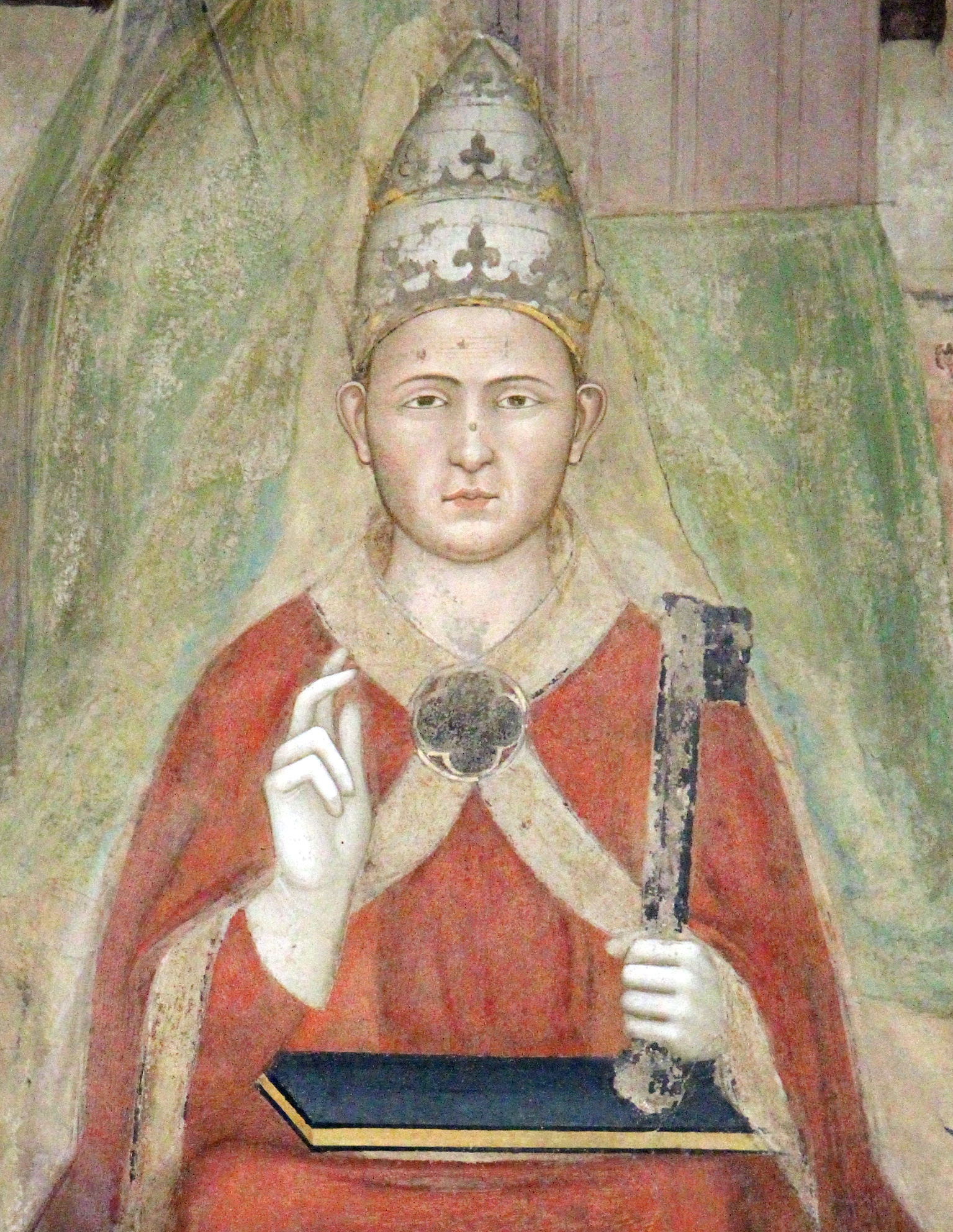
Papa Clemente V da Santa Igreja Romana

Após a morte de Frederico II em 1250, Conrado IV, filho de Frederico (falecido em 1254), desfrutou de uma posição forte depois de derrotar seu rival anti-rei apoiado pelo papa, Guilherme da Holanda (falecido em 1256). Entretanto, a morte de Conrado foi seguida pelo Interregno, durante o qual nenhum rei conseguiu obter reconhecimento universal, permitindo que os príncipes consolidassem suas posses e se tornassem ainda mais independentes como governantes. Depois de 1257, a coroa foi disputada entre Ricardo da Cornualha, que era apoiado pelo partido Guelfo, e Afonso X de Castela, que foi reconhecido pelo partido Hohenstaufen, mas nunca pôs os pés em solo alemão. Após a morte de Ricardo em 1273, Rodolfo I da Alemanha, um conde menor pró-Hohenstaufen, foi eleito. Ele foi o primeiro dos Habsburgos a ter um título real, mas nunca foi coroado imperador. Após a morte de Rodolfo em 1291, Adolfo e Alberto foram outros dois reis fracos que nunca foram coroados imperadores.
Alberto foi assassinado em 1308. Quase imediatamente, o rei Filipe IV da França começou a buscar agressivamente apoio para que seu irmão, Carlos de Valois, fosse eleito o próximo rei dos romanos. Filipe acreditava que tinha o apoio do papa francês, Clemente V (estabelecido em Avignon em 1309), e que suas perspectivas de colocar o império na órbita da casa real francesa eram boas. Ele espalhou generosamente dinheiro francês na esperança de subornar os eleitores alemães. Embora Carlos de Valois tivesse o apoio do pró-francês Henrique, Arcebispo de Colônia, muitos não estavam interessados em ver uma expansão do poder francês, muito menos Clemente V. O principal rival de Carlos parecia ser o Conde Palatino Rodolfo II.
Mas os eleitores, os grandes magnatas territoriais que viveram sem um imperador coroado por décadas, estavam descontentes tanto com Carlos quanto com Rodolfo. Em vez disso, o Conde Henrique de Luxemburgo, com a ajuda de seu irmão, o Arcebispo Balduíno de Trier, foi eleito Henrique VII com seis votos em Frankfurt em 27 de novembro de 1308. Embora fosse vassalo do rei Filipe, Henrique tinha poucos laços nacionais e, portanto, era adequado como candidato de compromisso. Henrique VII foi coroado rei em Aachen em 6 de janeiro de 1309, e imperador pelo Papa Clemente V em 29 de junho de 1312 em Roma, encerrando o interregno.

#### Mudanças na estrutura política

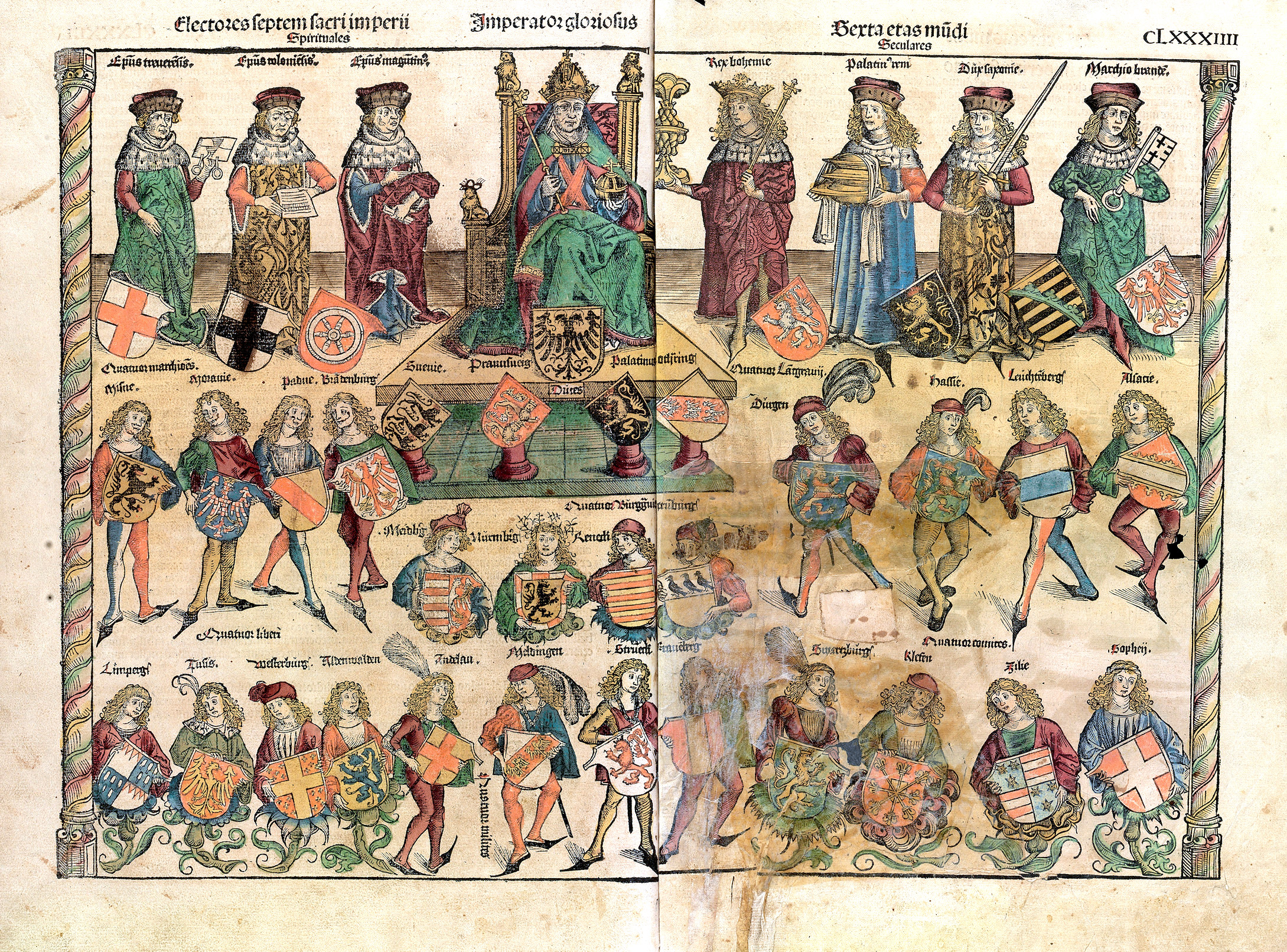
Uma ilustração de Schedelsche Weltchronik representando a estrutura do Reich: O Sacro Imperador Romano está sentado; à sua direita estão três eclesiásticos; à sua esquerda estão quatro eleitores seculares.

Durante o século XIII, uma mudança estrutural geral na forma como a terra era administrada preparou a mudança do poder político para a burguesia ascendente, em detrimento do feudalismo aristocrático que caracterizaria o final da Idade Média. A ascensão das cidades e o surgimento da nova classe burguesa corroeram a ordem social, jurídica e económica do feudalismo.
Os camponeses eram cada vez mais obrigados a pagar tributos aos seus senhorios. O conceito de propriedade começou a substituir formas mais antigas de jurisdição, embora ainda estivessem muito interligadas. Nos territórios (não no nível do Império), o poder tornou-se cada vez mais concentrado: quem possuía a terra tinha jurisdição, da qual derivavam outros poderes. A jurisdição na época não incluía legislação, que era praticamente inexistente até meados do século XV. A prática judicial baseava-se fortemente em costumes tradicionais ou regras descritas como consuetudinárias.
Durante esse período, os territórios começaram a se transformar nos predecessores dos estados modernos. O processo variou muito entre as várias terras e foi mais avançado nos territórios que eram quase idênticos às terras das antigas tribos germânicas, por exemplo, a Baviera. Foi mais lento nos territórios dispersos que foram fundados por meio de privilégios imperiais. No século XII, a Liga Hanseática se estabeleceu como uma aliança comercial e defensiva das guildas de comerciantes de cidades e vilas do império e de todo o norte e centro da Europa. Dominou o comércio marítimo no Mar Báltico, no Mar do Norte e ao longo dos rios navegáveis conectados. Cada uma das cidades afiliadas manteve o sistema legal de seu soberano e, com exceção das cidades imperiais livres, tinha apenas um grau limitado de autonomia política. No final do século XIV, a poderosa liga impôs seus interesses com meios militares, se necessário. Isso culminou em uma guerra com o soberano Reino da Dinamarca de 1361 a 1370. A liga entrou em declínio após 1450.[i]

### Final da Idade Média

#### Ascensão dos territórios após os Hohenstaufens

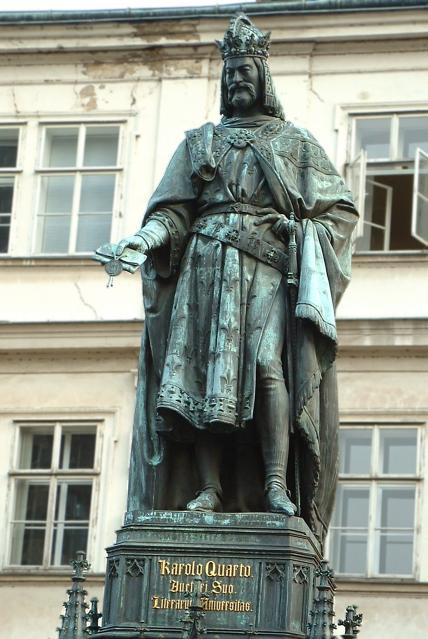
Sacro Imperador Romano-Germânico Carlos IV

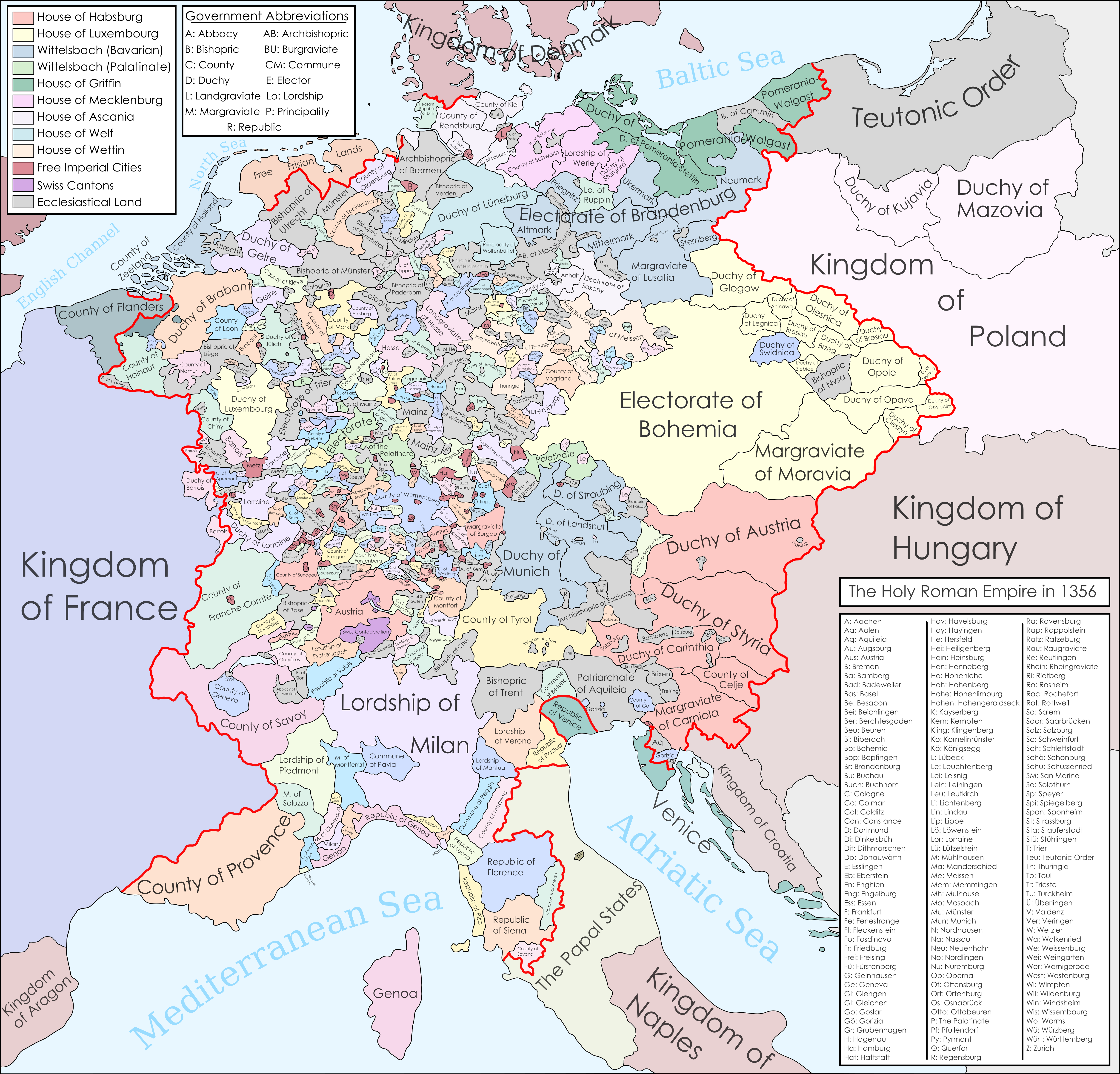
O Sacro Império Romano quando a Bula de Ouro de 1356 foi assinada

As dificuldades em eleger o rei acabaram por levar ao surgimento de um colégio fixo de príncipes eleitores ( Kurfürsten ), cuja composição e procedimentos foram estabelecidos na Bula de Ouro de 1356, emitida por Carlos IV (reinou de 1355 a 1378, rei dos romanos desde 1346), que permaneceu válida até 1806. Este desenvolvimento provavelmente simboliza melhor a dualidade emergente entre imperador e reino (Kaiser und Reich), que não eram mais considerados idênticos. A Bula de Ouro também estabeleceu o sistema de eleição do Sacro Imperador Romano. O imperador agora seria eleito pela maioria e não pelo consentimento de todos os sete eleitores. Para os eleitores, o título se tornou hereditário, e eles receberam o direito de cunhar moedas e exercer jurisdição. Também foi recomendado que seus filhos aprendessem as línguas imperiais – alemão, latim, italiano e tcheco.[j] A decisão de Carlos IV é objecto de debates: por um lado, ajudou a restaurar a paz nas terras do Império, que tinham sido engolidas por conflitos civis após o fim da era Hohenstaufen; por outro lado, o "golpe na autoridade central foi inconfundível". Thomas Brady Jr. opina que a intenção de Carlos IV era acabar com as eleições reais contestadas (da perspectiva dos luxemburgueses, eles também tinham a vantagem de que o rei da Boêmia tinha um status permanente e preeminente como um dos próprios eleitores).  Ao mesmo tempo, ele construiu a Boêmia como a terra central do Império e sua base dinástica para os luxemburgueses. Seu reinado na Boêmia é frequentemente considerado a Era de Ouro do país. De acordo com Brady Jr., porém, por trás de todo esse brilho, surgiu um problema: o governo demonstrou incapacidade de lidar com as ondas de imigrantes alemães na Boêmia, o que levou a tensões e perseguições religiosas. O projeto imperial do Luxemburgo foi interrompido sob o filho de Carlos, Venceslau (reinou de 1378 a 1419 como Rei da Boémia, de 1376 a 1400 como Rei dos Romanos), que também enfrentou a oposição de 150 famílias baroniais locais.
A mudança de poder do imperador também é revelada na maneira como os reis pós-Hohenstaufen tentaram sustentar seu poder. Anteriormente, a força (e as finanças) do Império dependiam muito das próprias terras do Império, o chamado Reichsgut, que sempre pertencia ao rei da época e incluía muitas cidades imperiais. Após o século XIII, a relevância do Reichsgut diminuiu, embora algumas partes dele tenham permanecido até o fim do Império em 1806. Em vez disso, o Reichsgut foi cada vez mais penhorado em duques locais, às vezes para arrecadar dinheiro para o Império, mas mais frequentemente para recompensar o dever fiel ou como uma tentativa de estabelecer controle sobre os duques. A governança direta do Reichsgut não atendia mais às necessidades do rei ou dos duques.
Os reis, começando com Rodolfo I da Alemanha, passaram a depender cada vez mais das terras de suas respectivas dinastias para sustentar seu poder. Em contraste com o Reichsgut, que era em grande parte disperso e difícil de administrar, esses territórios eram relativamente compactos e, portanto, mais fáceis de controlar. Em 1282, Rodolfo I emprestou a Áustria e a Estíria aos seus próprios filhos. Em 1312, Henrique VII da Casa de Luxemburgo foi coroado como o primeiro Sacro Imperador Romano desde Frederico II. Depois dele, todos os reis e imperadores passaram a depender das terras de sua própria família (Hausmacht): Luís IV de Wittelsbach (rei 1314, imperador 1328–1347) dependia de suas terras na Baviera; Carlos IV de Luxemburgo, neto de Henrique VII, extraiu força de suas próprias terras na Boêmia. Assim, era cada vez mais do interesse do rei fortalecer o poder dos territórios, já que o rei lucrava com tal benefício também em suas próprias terras.

#### Reforma Imperial

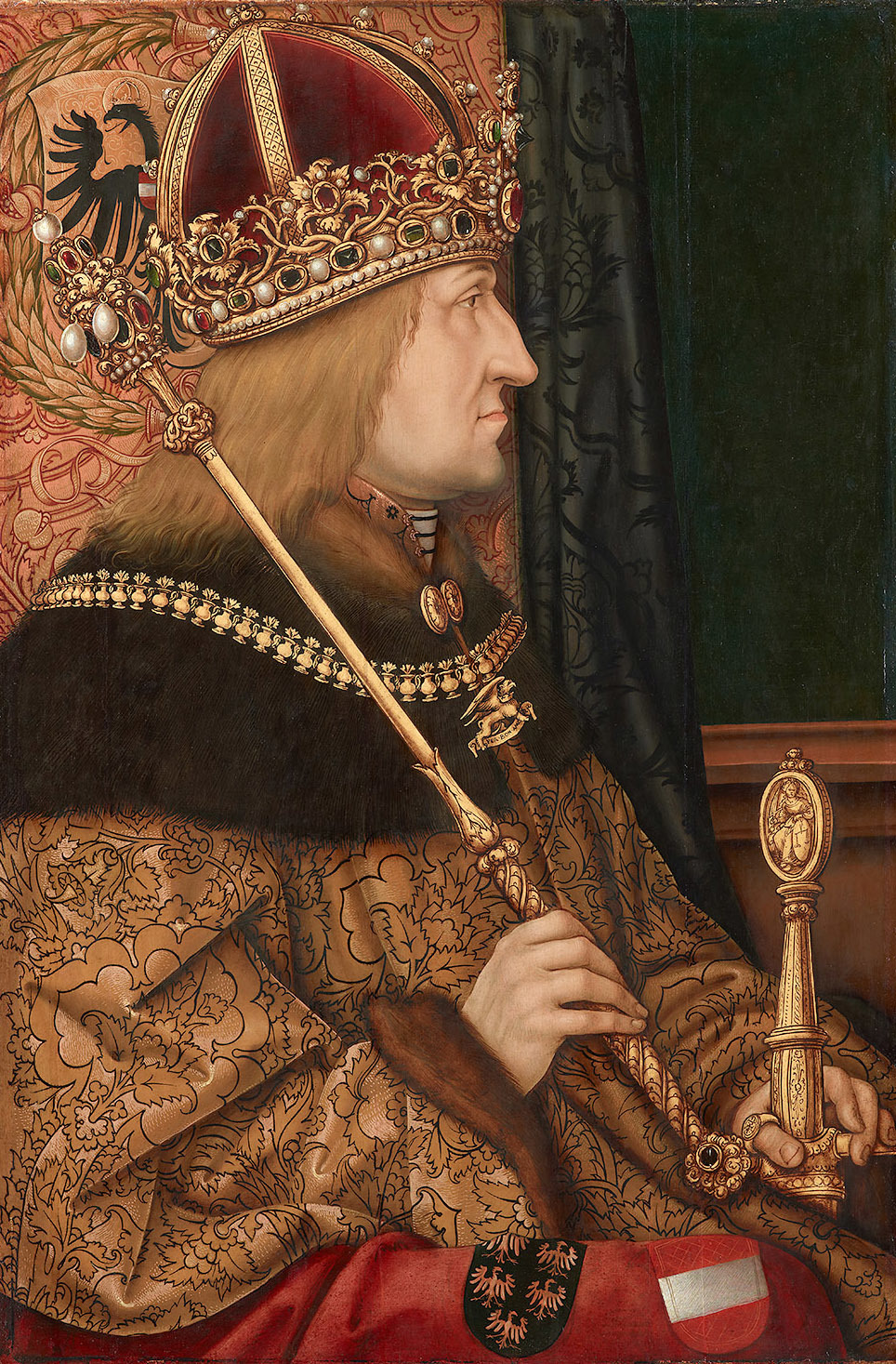
Sacro Imperador Romano-Germânico Frederico III

A "constituição" do Império ainda permanecia em grande parte incerta no início do século XV. Muitas vezes aconteciam conflitos entre governantes locais. O “barão ladrão” (Raubritter) tornou-se um fator social.
Simultaneamente, a Igreja Católica passou por crises próprias, com efeitos de longo alcance no Império. O conflito entre vários pretendentes papais (dois antipapas e o Papa "legítimo") terminou apenas com o Concílio de Constança (1414-1418); depois de 1419, o Papado direcionou grande parte de sua energia para reprimir os hussitas. A ideia medieval de unificar toda a cristandade em uma única entidade política, com a Igreja e o Império como suas principais instituições, começou a declinar.
Com essas mudanças drásticas, muita discussão surgiu no século XV sobre o próprio Império. As regras do passado já não descreviam adequadamente a estrutura da época, e era urgentemente necessário um reforço das Landfrieden anteriores.
A visão de uma reforma simultânea do Império e da Igreja em nível central começou com Sigismundo (reinou de 1433 a 1437, rei dos romanos desde 1411), que, de acordo com o historiador Thomas Brady Jr., "possuía uma amplitude de visão e um senso de grandeza nunca vistos em um monarca alemão desde o século XIII". Mas dificuldades externas, erros auto-infligidos e a extinção da linhagem masculina luxemburguesa fizeram com que esta visão não se concretizasse.
Frederico III foi o primeiro Habsburgo a ser coroado Sacro Imperador Romano, em 1452. Ele foi muito cuidadoso em relação ao movimento de reforma no império. Durante a maior parte de seu reinado, ele considerou a reforma uma ameaça às suas prerrogativas imperiais. Ele evitou confrontos diretos, que poderiam levar à humilhação se os príncipes se recusassem a ceder. Depois de 1440, a reforma do Império e da Igreja foi sustentada e liderada pelos poderes locais e regionais, particularmente pelos príncipes territoriais. Em seus últimos anos, ele sentiu mais pressão para agir em um nível mais alto. Berthold von Henneberg, o arcebispo de Mainz, que falou em nome dos príncipes reformistas (que queriam reformar o Império sem fortalecer a posição imperial), capitalizou o desejo de Frederico de garantir a eleição imperial para seu filho Maximiliano. Assim, em seus últimos anos, ele presidiu a fase inicial da Reforma Imperial, que se desenvolveria principalmente sob Maximiliano. O próprio Maximiliano era mais aberto a reformas, embora naturalmente também quisesse preservar e aprimorar as prerrogativas imperiais. Depois que Frederico se retirou para Linz em 1488, como um compromisso, Maximiliano agiu como mediador entre os príncipes e seu pai. Quando alcançou o governo único após a morte de Frederico, ele continuaria esta política de corretagem, agindo como juiz imparcial entre as opções sugeridas pelos príncipes.

##### Criação de instituições

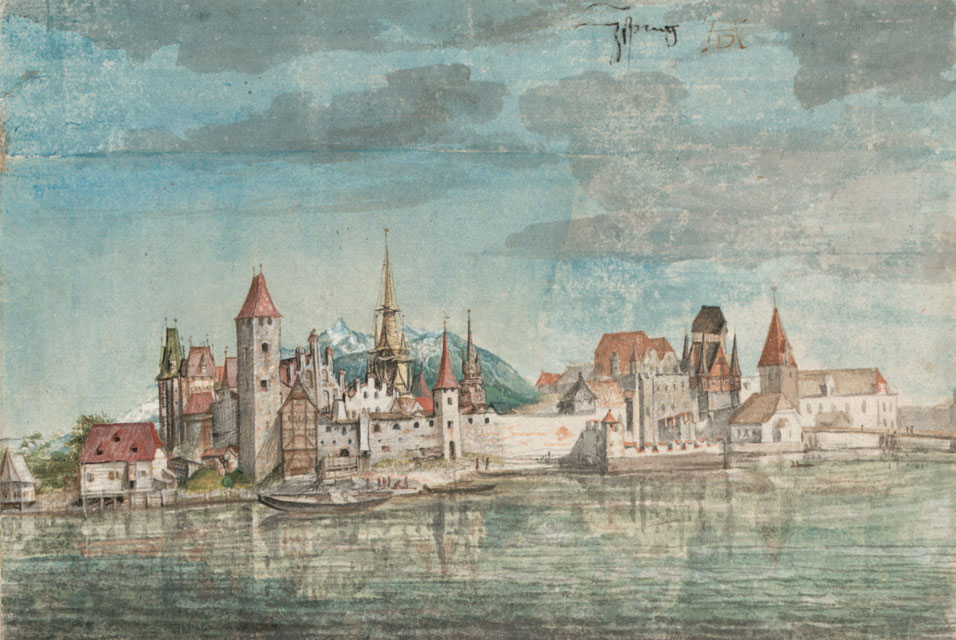
Innsbruck, o centro político mais importante sob Maximiliano, sede do Hofkammer (Tesouro da Corte) e da Chancelaria da Corte, que funcionava como "o órgão mais influente no governo de Maximiliano". Pintura de Albrecht Dürer (1496)

Medidas importantes para a Reforma foram lançadas no Reichstag de 1495 em Worms. Um novo órgão foi introduzido, o Reichskammergericht, que seria amplamente independente do Imperador. Foi lançado um novo imposto para financiá-lo, o Gemeine Pfennig, embora este só fosse cobrado sob Carlos V e Fernando I, e não integralmente. 
Para criar um rival para o Reichskammergericht, Maximiliano fundou o Reichshofrat em 1497, que tinha sua sede em Viena. Durante o reinado de Maximiliano, esse conselho não era popular. A longo prazo, os dois Tribunais funcionaram em paralelo, por vezes sobrepondo-se.
Em 1500, Maximiliano concordou em estabelecer um órgão chamado Reichsregiment (governo imperial central, composto por vinte membros, incluindo os eleitores, com o imperador ou seu representante como presidente), organizado pela primeira vez em 1501 em Nuremberg. Mas Maximiliano se ressentiu da nova organização, enquanto os Estados não a apoiaram. O novo órgão mostrou-se politicamente fraco e o seu poder regressou a Maximiliano em 1502.
As mudanças governamentais mais importantes tiveram como alvo o coração do regime: a chancelaria. No início do reinado de Maximiliano, a Chancelaria da Corte em Innsbruck competia com a Chancelaria Imperial (que estava sob o comando do arcebispo-eleitor de Mainz, o principal chanceler imperial). Ao remeter os assuntos políticos no Tirol, na Áustria, bem como os problemas imperiais à Chancelaria da Corte, Maximiliano gradualmente centralizou sua autoridade. As duas chancelarias foram combinadas em 1502. Em 1496, o imperador criou um tesouro geral (Hofkammer) em Innsbruck, que se tornou responsável por todas as terras hereditárias. A câmara de contas (Raitkammer) de Viena foi subordinada a este órgão. Sob Paul von Liechtenstein [de], o Hofkammer foi encarregado não apenas dos assuntos das terras hereditárias, mas também dos assuntos de Maximiliano como rei alemão.

##### Recepção do direito romano

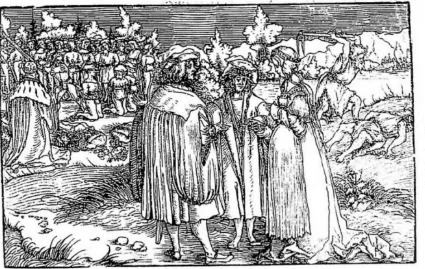
Maximiliano I prestando atenção a uma execução em vez de assistir ao noivado de seu filho Filipe, o Belo, e Joana de Castela. O canto superior direito mostra Caim e Abel. Sátira contra a reforma legal de Maximiliano, associada à tirania imperial. Criado em nome dos vereadores de Augsburg. Placa 89 de Von der Arztney bayder Glück do de.

Na Dieta de Worms de 1495, a recepção do Direito Romano foi acelerada e formalizada. A Lei Romana tornou-se vinculativa nos tribunais alemães, exceto no caso de ser contrária aos estatutos locais. Na prática, tornou-se a lei básica em toda a Alemanha, deslocando em grande medida a lei local germânica, embora a lei germânica ainda estivesse em vigor nos tribunais inferiores. Além do desejo de alcançar a unidade jurídica e outros fatores, a adoção também destacou a continuidade entre o Antigo Império Romano e o Sacro Império Romano. Para concretizar sua determinação de reformar e unificar o sistema legal, o imperador frequentemente intervinha pessoalmente em questões jurídicas locais, anulando estatutos e costumes locais. Esta prática foi frequentemente recebida com ironia e desprezo pelos conselhos locais, que queriam proteger os códigos locais.
A reforma legal enfraqueceu seriamente o antigo tribunal Vehmic (Vehmgericht, ou Tribunal Secreto de Vestfália, tradicionalmente considerado instituído por Carlos Magno, mas esta teoria é agora considerada improvável), embora não tenha sido completamente abolido até 1811 (quando foi abolido sob a ordem de Jérôme Bonaparte).

##### Cultura política nacional

Personificação do Reich como Germânia por Jörg Kölderer, 1512. A "mulher alemã", usando o cabelo solto e uma coroa, sentada no trono imperial, corresponde tanto à autoimagem de Maximiliano I como Rei da Alemanha quanto à fórmula do Sacro Império Romano da Nação Germânica (omitindo outras nações). Embora geralmente retratada durante a Idade Média como subordinada ao poder imperial e à Itália ou à Gália, ela agora ocupa o centro do palco na Procissão Triunfal de Maximiliano, sendo carregada na frente de Roma.

Maximiliano e Carlos V (apesar de ambos os imperadores serem pessoalmente internacionalistas) foram os primeiros a mobilizar a retórica da Nação, firmemente identificada com o Reich pelos humanistas contemporâneos. Com o incentivo de Maximiliano e seus humanistas, figuras espirituais icônicas foram reintroduzidas ou se tornaram notáveis. Os humanistas redescobriram a obra Germânia, escrita por Tácito. Segundo Peter H. Wilson, a figura feminina da Germânia foi reinventada pelo imperador como a virtuosa e pacífica Mãe do Sacro Império Romano da Nação Germânica. Whaley sugere ainda que, apesar da divisão religiosa posterior, "os motivos patrióticos desenvolvidos durante o reinado de Maximiliano, tanto pelo próprio Maximiliano como pelos escritores humanistas que lhe responderam, formaram o núcleo de uma cultura política nacional".
O reinado de Maximiliano também testemunhou o surgimento gradual da língua comum alemã, com os papéis notáveis da chancelaria imperial e da chancelaria do Eleitor de Wettin, Frederico, o Sábio. O desenvolvimento da indústria gráfica juntamente com o surgimento do sistema postal (o primeiro moderno do mundo), iniciado pelo próprio Maximiliano com a contribuição de Frederico III e Carlos, o Temerário, levou a uma revolução na comunicação e permitiu a difusão de ideias. Ao contrário da situação em países mais centralizados, a natureza descentralizada do Império dificultava a censura. 
Terence McIntosh comenta que a política expansionista e agressiva seguida por Maximiliano I e Carlos V no início da nação alemã moderna (embora não para promover os objetivos específicos da nação alemã em si), contando com a mão de obra alemã, bem como utilizando os temíveis Landsknechte e mercenários, afetaria a maneira como os vizinhos viam a política alemã, embora na longue durée, a Alemanha tendesse a estar em paz.

##### Poder imperial

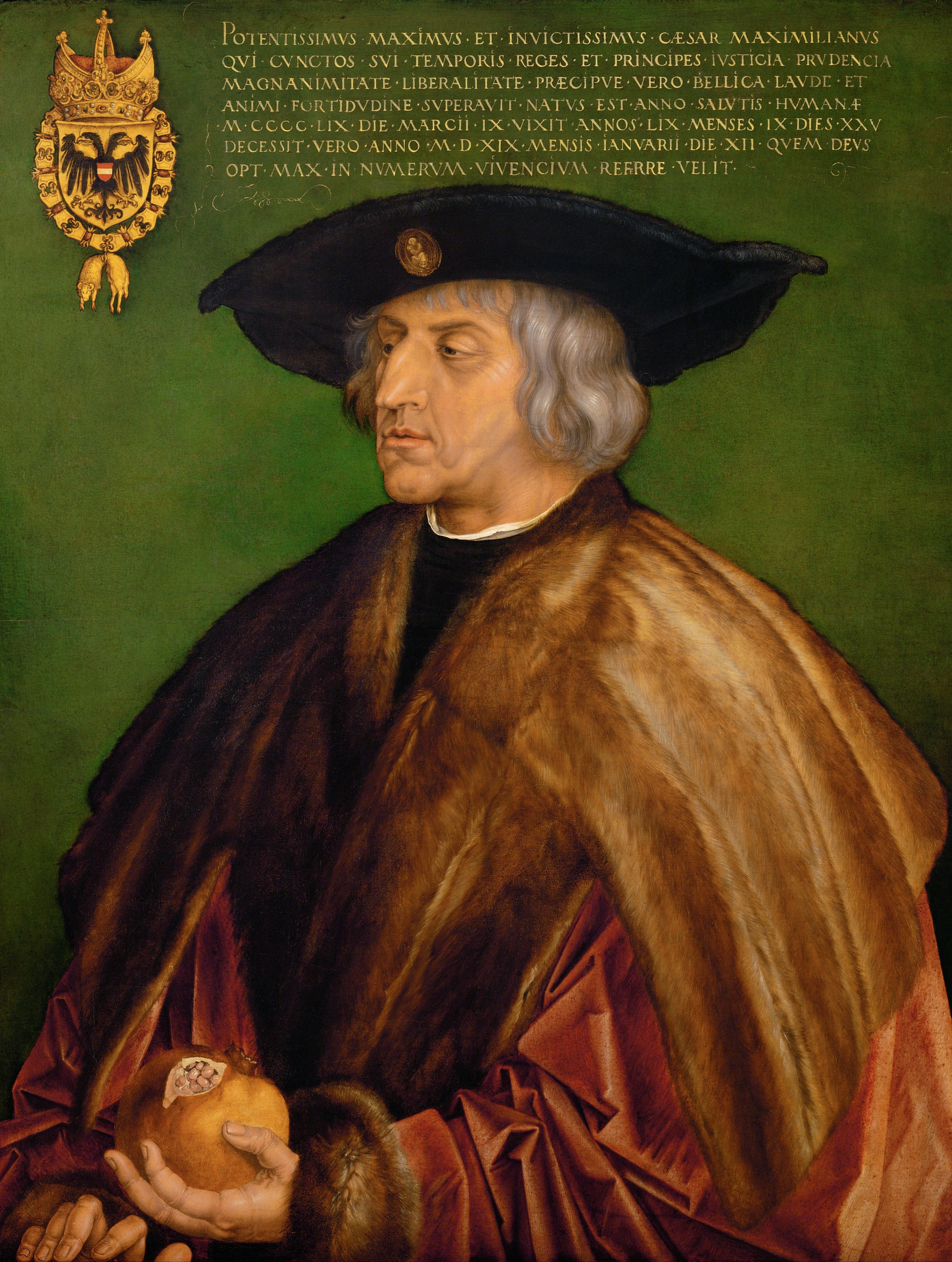
Maximiliano I, Sacro Imperador Romano-Germânico.

Maximiliano foi "o primeiro Sacro Imperador Romano em 250 anos que governou e reinou". No início de 1500, ele era o verdadeiro mestre do Império, embora seu poder tenha enfraquecido durante a última década antes de sua morte.  Whaley observa que, apesar das lutas, o que emergiu no final do governo de Maximiliano foi uma monarquia fortalecida e não uma oligarquia de príncipes. Benjamin Curtis opina que, embora Maximiliano não tenha sido capaz de criar totalmente um governo comum para suas terras (embora a chancelaria e o conselho da corte fossem capazes de coordenar os assuntos entre os reinos), ele fortaleceu as principais funções administrativas na Áustria e criou escritórios centrais para lidar com questões financeiras, políticas e judiciais - esses escritórios substituíram o sistema feudal e se tornaram representativos de um sistema mais moderno que era administrado por funcionários profissionalizados. Após duas décadas de reformas, o imperador manteve a sua posição de primeiro entre iguais, enquanto o império ganhou instituições comuns através das quais o imperador partilhava o poder com os estados.
No início do século XVI, os governantes dos Habsburgos tornaram-se os mais poderosos da Europa, mas a sua força dependia da sua monarquia composta como um todo, e não apenas do Sacro Império Romano (ver também: Império de Carlos V). Maximiliano havia considerado seriamente combinar as terras da Borgonha (herdadas de sua esposa Maria da Borgonha) com suas terras austríacas para formar um núcleo poderoso (ao mesmo tempo em que se estendia para o leste). Após a inesperada adição da Espanha ao Império Habsburgo, em determinado momento ele pretendeu deixar a Áustria (elevada a reino) para seu neto mais novo, Fernando. Seu neto mais velho, Carlos V, mais tarde deu a Espanha e a maior parte das terras da Borgonha ao seu filho Filipe II da Espanha, o fundador do ramo espanhol, e as terras hereditárias dos Habsburgos ao seu irmão Fernando, o fundador do ramo austríaco.
Na França e na Inglaterra, a partir do século XIII, residências reais fixas começaram a se desenvolver em capitais que cresceram rapidamente e desenvolveram infraestrutura correspondente: o Palais de la Cité e o Palácio de Westminster se tornaram as respectivas residências principais. Isso não foi possível no Sacro Império Romano porque nenhuma monarquia hereditária real surgiu, mas sim a tradição da monarquia eletiva prevaleceu (ver: Eleição imperial) que, na Alta Idade Média, levou à eleição de reis de origens regionais muito diferentes (Lista de eleições reais e imperiais no Sacro Império Romano). Se quisessem controlar o império e seus governantes regionais rebeldes, não poderiam se limitar à sua região natal e aos seus palácios particulares. Como resultado, reis e imperadores continuaram a viajar pelo império até os tempos modernos, usando suas residências temporárias (Kaiserpfalz) como estações de trânsito para suas cortes itinerantes.  A partir do final da Idade Média, os pfalzen fracamente fortificados foram substituídos por castelos imperiais. Foi apenas o rei Fernando I, irmão mais novo do então imperador Carlos V, que mudou sua residência principal para o Hofburg de Viena em meados do século XVI, onde a maioria dos imperadores Habsburgos subsequentes residiram. Viena não se tornou a capital do império, apenas de um estado hereditário dos Habsburgos (o Arquiducado da Áustria). Os imperadores continuaram a viajar para suas eleições e coroações em Frankfurt e Aachen, para as Dietas Imperiais em diferentes lugares e para outras ocasiões. A Dieta Perpétua de Regensburg foi sediada em Regensburg de 1663 a 1806. Rodolfo II residia em Praga, o imperador de Wittelsbach, Carlos VII, em Munique. Uma capital alemã no verdadeiro sentido só existiu no Segundo Império Alemão a partir de 1871, quando o Kaiser, o Reichstag e o Reichskanzler residiam em Berlim.

#### Capitalismo primitivo
Embora o particularismo tenha impedido a centralização do Império, ele deu origem aos primeiros desenvolvimentos do capitalismo. Em cidades italianas e hanseáticas como Gênova e Pisa, Hamburgo e Lübeck, mercadores-guerreiros apareceram e foram pioneiros em ataques e comércio em impérios marítimos. Estas práticas entraram em declínio antes de 1500, mas conseguiram espalhar-se para a periferia marítima de Portugal, Espanha, Holanda e Inglaterra, onde “provocaram a emulação numa escala oceânica maior”. William Thompson concorda com M.N. Pearson que esse fenômeno distintamente europeu aconteceu porque nas cidades italianas e hanseáticas, que careciam de recursos e eram "pequenas em tamanho e população", os governantes (cujo status social não era muito superior ao dos comerciantes) tinham que prestar atenção ao comércio. Assim, os mercadores-guerreiros ganharam os poderes coercivos do estado, que não conseguiram obter em Mughal ou noutros reinos asiáticos – cujos governantes tinham poucos incentivos para ajudar a classe mercantil, uma vez que controlavam recursos consideráveis e as suas receitas eram provenientes da terra.
Na década de 1450, o desenvolvimento econômico no sul da Alemanha deu origem a impérios bancários, cartéis e monopólios em cidades como Ulm, Regensburg e Augsburg. Augsburg em particular, associada à reputação das famílias Fugger, Welser e Baumgartner, é considerada a capital do capitalismo inicial. Augsburg beneficiou principalmente do estabelecimento e expansão do Kaiserliche Reichspost no final do século XV e início do século XVI. Mesmo quando o império dos Habsburgos começou a se estender para outras partes da Europa, a lealdade de Maximiliano a Augsburgo, onde ele conduziu muitos de seus empreendimentos, fez com que a cidade imperial se tornasse "o centro dominante do capitalismo inicial" do século XVI e "a localização do correio mais importante do Sacro Império Romano". Desde a época de Maximiliano, quando os "terminais das primeiras linhas postais transcontinentais" começaram a mudar de Innsbruck para Veneza e de Bruxelas para Antuérpia, nessas cidades o sistema de comunicação e o mercado de notícias começaram a convergir. Como os Fuggers, bem como outras companhias comerciais, basearam as suas filiais mais importantes nestas cidades, estes comerciantes também ganharam acesso a estes sistemas. As falências de 1557, 1575 e 1607 do ramo espanhol dos Habsburgos prejudicaram substancialmente os Fuggers. Além disso, "A descoberta de rotas aquáticas para a Índia e o Novo Mundo mudou o foco do desenvolvimento econômico europeu do Mediterrâneo para o Atlântico – a ênfase mudou de Veneza e Gênova para Lisboa e Antuérpia. Eventualmente, os desenvolvimentos minerais americanos reduziram a importância da riqueza mineral húngara e tirolesa. O nexo do continente europeu permaneceu sem litoral até a época de transportes terrestres convenientes na forma de sistemas principalmente ferroviários e de canais, que eram limitados em potencial de crescimento; no novo continente, por outro lado, havia portos em abundância para liberar os bens abundantes obtidos dessas novas terras." Os pináculos econômicos alcançados na Alemanha no período entre 1450 e 1550 não seriam vistos novamente até o final do século XIX.
Na parte holandesa do império, os centros financeiros evoluíram junto com os mercados de commodities. O desenvolvimento topográfico no século XV fez de Antuérpia uma cidade portuária. Impulsionada pelos privilégios que recebeu como cidade leal após as revoltas flamengas contra Maximiliano, tornou-se a principal cidade portuária do Norte da Europa e serviu como "o canal para uns notáveis 40% do comércio mundial". Os conflitos com o governo Habsburgo-Espanhol em 1576 e 1585 fizeram com que os comerciantes se mudassem para Amsterdã, que acabou substituindo-a como a principal cidade portuária. 

### Reforma e Renascimento

Carlos V, Sacro Imperador Romano-Germânico.

Em 1516, morreu Fernando II de Aragão, avô do futuro Sacro Imperador Romano Carlos V.  Carlos iniciou seu reinado em Castela e Aragão, uma união que evoluiu para a Espanha, em conjunto com sua mãe Joana de Castela.
Em 1519, já reinando como Carlos I na Espanha, Carlos assumiu o título imperial como Carlos V. O Sacro Império Romano acabaria indo para um ramo mais jovem dos Habsburgos na pessoa do irmão de Carlos, Fernando, enquanto o ramo sênior continuou a governar na Espanha e a herança da Borgonha na pessoa do filho de Carlos, Filipe II da Espanha. Muitos fatores contribuem para esse resultado. Para James D. Tracy, foi o caráter policêntrico da civilização europeia que tornou difícil manter “uma dinastia cujos territórios dominavam o continente, desde os Países Baixos até a Sicília e da Espanha até a Hungria”. – para não mencionar as possessões ultramarinas da Espanha". Outros apontam as tensões religiosas, os problemas fiscais e a obstrução de forças externas, incluindo a França e os Otomanos. Num nível mais pessoal, Carlos não conseguiu persuadir os príncipes alemães a apoiarem o seu filho Filipe, cujo "carácter desajeitado e retraído e a falta de conhecimentos da língua alemã condenaram esta empresa ao fracasso".

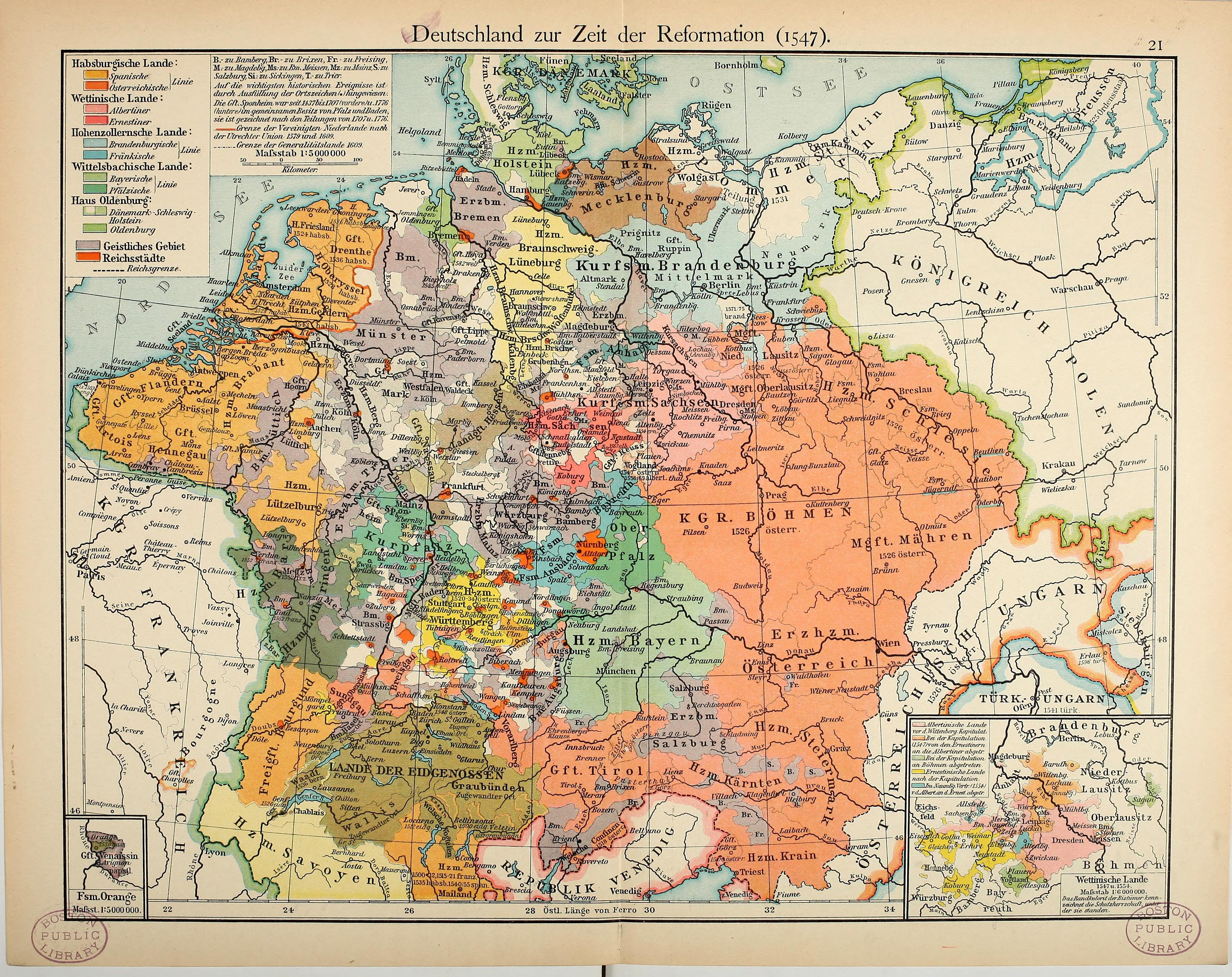
O Sacro Império Romano durante o século XVI

Antes do início do reinado de Carlos no Sacro Império Romano, em 1517, Martinho Lutero lançou o que mais tarde seria conhecido como a Reforma Protestante. O império então foi dividido em linhas religiosas, com o norte, o leste e muitas das principais cidades – Estrasburgo, Frankfurt e Nuremberg – se tornando protestantes, enquanto as regiões sul e oeste permaneceram em grande parte católicas.
No início do reinado de Carlos, outro Reichsregiment foi criado novamente (1522), embora Carlos tenha declarado que só o toleraria em sua ausência e que seu presidente teria que ser um representante seu. Carlos V esteve ausente da Alemanha de 1521 a 1530. Semelhante ao criado no início dos anos 1500, o Reichsregiment não conseguiu criar uma autoridade federal independente do imperador, devido à participação instável e às diferenças entre os príncipes. Carlos V derrotou os príncipes protestantes em 1547 na Guerra de Esmalcalda, mas o ímpeto foi perdido e as propriedades protestantes conseguiram sobreviver politicamente, apesar da derrota militar. Na Paz de Augsburgo de 1555, Carlos V, por meio de seu irmão Fernando, reconheceu oficialmente o direito dos governantes de escolher o catolicismo ou o luteranismo (zwinglianos, calvinistas e radicais não foram incluídos). Em 1555, Paulo IV foi eleito papa e ficou do lado da França, após o que um Carlos exausto finalmente desistiu de suas esperanças de um império cristão mundial.

### Período barroco

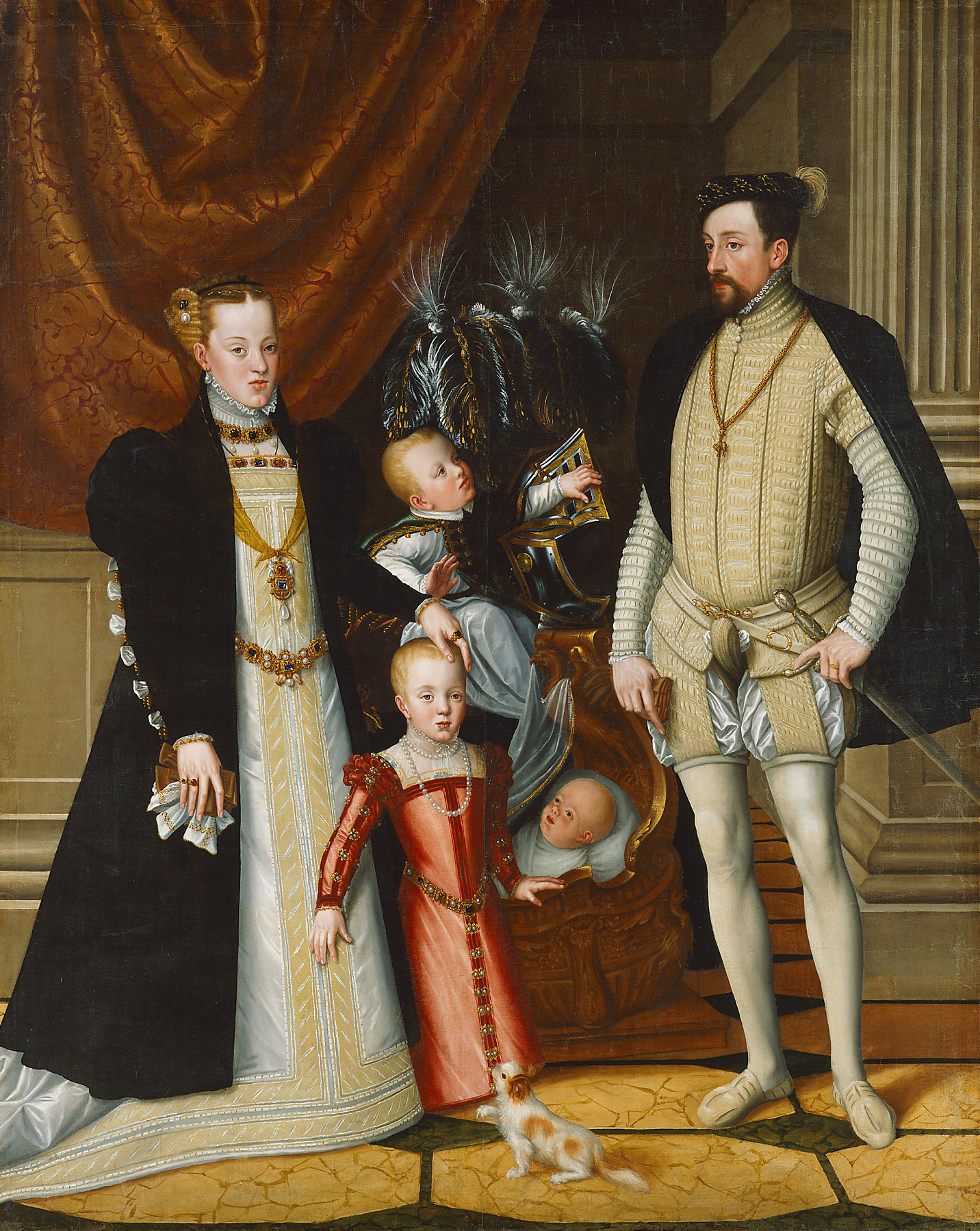
Imperador Maximiliano II com sua família

A Alemanha desfrutaria de relativa paz pelas próximas seis décadas. Na frente oriental, os turcos continuaram a ser uma grande ameaça, embora a guerra significasse mais compromissos com os príncipes protestantes, e por isso o imperador procurou evitá-la. No oeste, a Renânia caiu cada vez mais sob influência francesa. Após a revolta holandesa contra a Espanha, o Império permaneceu neutro, de facto permitindo que os Países Baixos deixassem o império em 1581. Um efeito colateral foi a Guerra de Colônia, que devastou grande parte do Alto Reno. O imperador Fernando III aceitou formalmente a neutralidade holandesa em 1653, uma decisão ratificada pelo Reichstag em 1728.
Após a morte de Fernando em 1564, seu filho Maximiliano II tornou-se imperador e, assim como seu pai, aceitou a existência do protestantismo e a necessidade de compromissos ocasionais com ele. Maximiliano foi sucedido em 1576 por Rodolfo II, que preferia a filosofia grega clássica ao cristianismo e vivia uma existência isolada na Boêmia. Ele ficou com medo de agir quando a Igreja Católica estava reafirmando o controle à força na Áustria e na Hungria, e os príncipes protestantes ficaram chateados com isso.
O poder imperial deteriorou-se drasticamente na época da morte de Rodolfo em 1612. Quando os boêmios se rebelaram contra o imperador, o resultado imediato foi uma série de conflitos conhecida como Guerra dos Trinta Anos (1618–1648), que devastou o império. Potências estrangeiras, incluindo França e Suécia, intervieram no conflito e fortaleceram aqueles que lutavam contra o poder imperial, mas também tomaram territórios consideráveis para si. Consequentemente, o império nunca poderia retornar à sua antiga glória, levando Voltaire a fazer a sua infame piada de que o Sacro Império Romano não era "nem Sagrado, nem Romano, nem um Império".
Ainda assim, seu fim real só veio dois séculos depois. A Paz de Vestfália em 1648, que pôs fim à Guerra dos Trinta Anos, permitiu o calvinismo, mas os anabatistas, os arminianos e outras comunidades protestantes ainda não teriam qualquer apoio e continuariam a ser perseguidos até o fim do império. Os imperadores Habsburgos se concentraram em consolidar suas próprias propriedades na Áustria e em outros lugares.
Na Batalha de Viena (1683), o Exército do Sacro Império Romano-Germânico, liderado pelo rei polonês João III Sobieski, derrotou decisivamente um grande exército turco, interrompendo o avanço otomano ocidental e levando ao eventual desmembramento do Império Otomano na Europa. O exército era composto por um terço das forças da Comunidade Polaco-Lituana e dois terços das forças do Sacro Império Romano.

### Período moderno

L'Empire d'Allemagne (O Império Alemão), por volta de 1710 por Nicolas de Fer. Mapa do império com o Imperador José I e fronteiras destacadas internamente

#### Prússia e Áustria

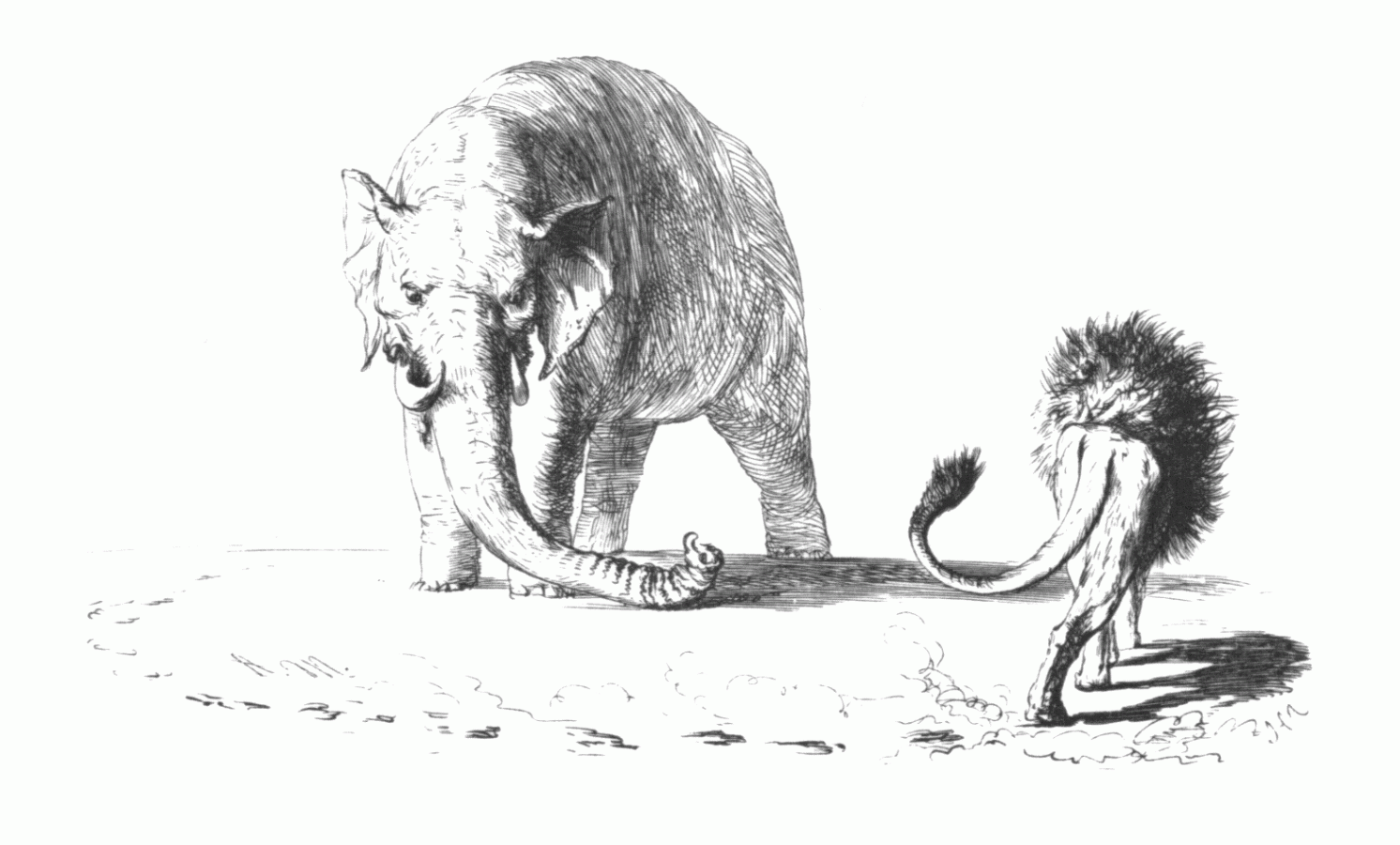
A rivalidade austro-prussiana ilustrada como o elefante austríaco contra o leão prussiano

Com a ascensão de Luís XIV, os Habsburgos dependiam principalmente de suas terras hereditárias para conter a ascensão da Prússia, que possuía territórios dentro do Império. Ao longo do século XVIII, os Habsburgos se envolveram em vários conflitos europeus, como a Guerra da Sucessão Espanhola (1701–1714), a Guerra da Sucessão Polonesa (1733–1735) e a Guerra da Sucessão Austríaca (1740–1748). O dualismo alemão entre Áustria e Prússia dominou a história do império depois de 1740.

#### Guerras Revolucionárias Francesas e dissolução final

O Sacro Império Romano antes das Guerras Napoleônicas, 1789

De 1792 em diante, a França revolucionária entrou em guerra com várias partes do Império de forma intermitente.
A midiatização alemã foi a série de midiatizações e secularizações que ocorreram entre 1795 e 1814, durante a última parte da era da Revolução Francesa e depois da Era Napoleônica. "Mediatização" era o processo de anexar as terras de uma propriedade imperial a outra, muitas vezes deixando alguns direitos ao anexado. Por exemplo, as propriedades dos Cavaleiros Imperiais foram formalmente mediatizadas em 1806, tendo de facto foi tomada pelos grandes estados territoriais em 1803 na chamada Rittersturm. "Secularização" era a abolição do poder temporal de um governante eclesiástico, como um bispo ou um abade, e a anexação do território secularizado a um território secular.

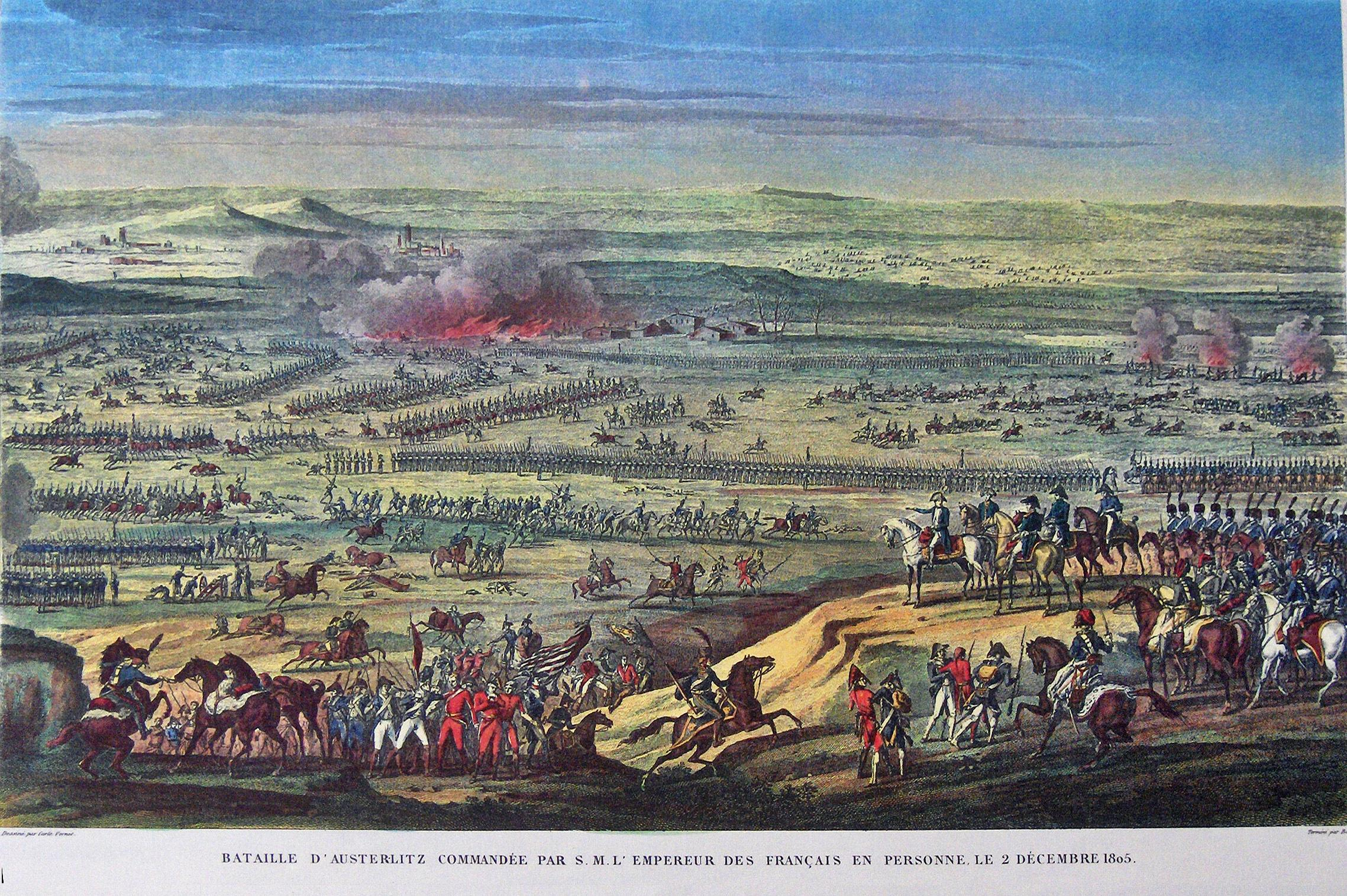
A Batalha de Austerlitz, 1805

O império foi dissolvido em 6 de agosto de 1806, quando o último Sacro Imperador Romano Francisco II (a partir de 1804, Imperador Francisco I da Áustria) abdicou, após uma derrota militar dos franceses sob Napoleão na Batalha de Austerlitz em 1805 (ver Tratado de Pressburg). Napoleão reorganizou grande parte do Império na Confederação do Reno, um satélite francês. A Casa de Habsburgo-Lorena de Francisco sobreviveu ao fim do império, continuando a reinar como Imperadores da Áustria e Reis da Hungria até a dissolução final do império Habsburgo em 1918, após a Primeira Guerra Mundial.
A Confederação Napoleônica do Reno foi substituída por uma nova união, a Confederação Germânica, em 1815, após o fim das Guerras Napoleônicas. Durou até 1866, quando a Prússia fundou a Confederação da Alemanha do Norte, precursora do Império Alemão, que uniu os territórios de língua alemã fora da Áustria e da Suíça sob a liderança prussiana em 1871. Este estado evoluiu para a Alemanha moderna.

A abdicação indicou que o Kaiser não se sentia mais capaz de cumprir seus deveres como chefe do Reich e, portanto, declarou:
"Que consideramos rompido o vínculo que nos ligava ao corpo político do Reich alemão, que expirou o cargo e a dignidade de chefe do Reich através da unificação das propriedades confederadas da Renânia e que estamos assim dispensados de todos os deveres que assumimos para com o Reich Alemão Consideramos contados, e estabelecemos a coroa imperial usada pelo mesmo até agora e conduzimos o governo imperial, como é feito aqui."
Os únicos estados-membros principescos do Sacro Império Romano que preservaram seu status de monarquias até hoje são o Grão-Ducado de Luxemburgo e o Principado de Liechtenstein. As únicas Cidades Imperiais Livres ainda existentes como estados na Alemanha são Hamburgo e Bremen . Todos os outros estados-membros históricos do Sacro Império Romano foram dissolvidos ou adotaram sistemas republicanos de governo.

## Demografia

### População
Os números gerais da população do Sacro Império Romano são extremamente vagos e variam muito. O império de Carlos Magno pode ter tido cerca de 20 milhões de pessoas. Dada a fragmentação política do Império posterior, não havia agências centrais que pudessem compilar tais números. No entanto, acredita-se que o desastre demográfico da Guerra dos Trinta Anos significou que a população do Império no início do século XVII era semelhante à do início do século XVIII; segundo uma estimativa, o Império não excedeu os níveis de população de 1618 até 1750.
No início do século XVII, os eleitores mantinham sob seu domínio o seguinte número de súditos imperiais: 
- Monarquia dos Habsburgos: 5.350.000 (incluindo 3 milhões nas terras da coroa da Boêmia)[201]
- Eleitorado da Saxônia: 1.200.000
- Ducado da Baviera (mais tarde Eleitorado da Baviera): 800.000
- Palatinado Eleitoral: 600.000
- Eleitorado de Brandemburgo: 350.000
- Eleitorados de Mainz, Trier e Colônia: 300–400.000 no total[202]

Embora não fossem eleitores, os Habsburgos espanhóis tinham o segundo maior número de súditos dentro do Império, depois dos Habsburgos austríacos, com mais de 3 milhões no início do século XVII no Círculo da Borgonha e no Ducado de Milão.[k][l]
Peter Wilson estima a população do Império em 20 milhões em 1700, dos quais 5 milhões viviam na Itália Imperial. Em 1800, ele estima a população do Império em 29 milhões (excluindo a Itália), com outros 12,6 milhões mantidos pelos austríacos e prussianos fora do Império.
De acordo com uma estimativa contemporânea dos Arquivos de Guerra Austríacos para a primeira década do século XVIII, o Império – incluindo a Boêmia e os Países Baixos Espanhóis – tinha uma população de cerca de 28 milhões com a seguinte repartição: 
- 65 estados eclesiásticos com 14 por cento da área total do território e 12 por cento da população;
- 45 principados dinásticos com 80% das terras e 80% da população;
- 60 condados e senhorios dinásticos com 3% das terras e 3,5% da população;
- 60 cidades imperiais com 1% da terra e 3,5% da população;
- Territórios dos cavaleiros imperiais, numerados em várias centenas, com 2% das terras e 1% da população.

Historiadores demográficos alemães tradicionalmente trabalharam em estimativas da população do Sacro Império Romano com base na população presumida dentro das fronteiras da Alemanha em 1871 ou 1914. Estimativas mais recentes usam critérios menos desatualizados, mas continuam sendo suposições. Uma estimativa baseada nas fronteiras da Alemanha em 1870 dá uma população de cerca de 15–17 milhões por volta de 1600, caiu para 10–13 milhões por volta de 1650 (após a Guerra dos Trinta Anos). Outros historiadores que trabalham com estimativas da população do início do Império moderno sugerem que a população diminuiu de 20 milhões para cerca de 16–17 milhões até 1650.
Uma estimativa confiável para 1800 dá 27–28 milhões de habitantes para o Império (que nessa altura já tinha perdido os restantes Países Baixos, a Itália e a Margem Esquerda do Reno no Tratado de Campoformio de 1797) com uma repartição global como se segue: 
- 9 milhões de súditos austríacos (incluindo Silésia, Boêmia e Morávia);
- 4 milhões de súditos prussianos;
- 14–15 milhões de habitantes para o resto do Império.

Há também inúmeras estimativas para os estados italianos que faziam formalmente parte do Império:
| Estado                                  | População          |
| --------------------------------------- | ------------------ |
| Ducado de Milão (Espanhol)              | 1.350.000          |
| Piemonte-Saboia                         | 1.200.000[m]       |
| República de Gênova                     | 650.000            |
| Grão-Ducado da Toscana                  | 649.000            |
| Ducado de Parma-Piacenza                | 250.000            |
| Ducado de Modena-Reggio                 | 250.000            |
| Condado de Gorizia e Gradisca (Áustria) | 130.000            |
| República de Lucca                      | 110.000            |
| Total                                   | cerca de 4.600.000 |

| Estado                      | População          |
| --------------------------- | ------------------ |
| Piemonte-Saboia             | 2.400.000[n]       |
| Ducado de Milão (Austríaco) | 1.100.000[o]       |
| Grão-Ducado da Toscana      | 1.000.000          |
| República de Gênova         | 500.000            |
| Ducado de Parma-Piacenza    | 500.000            |
| Ducado de Modena-Reggio     | 350.000            |
| República de Lucca          | 100.000            |
| Total                       | cerca de 6.000.000 |

### Maiores cidades
Maiores cidades ou vilas do Império por ano:
- 1050: Regensburg 40.000 pessoas. Roma 35.000. Mainz 30.000. Speyer 25.000. Colônia 21.000. Trier 20.000. Minhocas 20.000. Lyon 20.000. Verona 20.000. Metz 16.000 pessoas. Florença 15.000.[209]
- 1300–1350: Milão 120.000 pessoas. Florença 110.000 pessoas. Gênova 90.000 pessoas. Praga 77.000 pessoas. Colônia 60.000 pessoas. Verona 40.000 pessoas. Pádua 35.000 pessoas. Erfurt 32.000 pessoas. Metz 32.000 pessoas. Regensburg 30.000 pessoas. Speyer 25.000 pessoas. Mainz 24.000 pessoas. Aachen 21.000 pessoas. Magdeburg 20.000 pessoas. Nuremberg 20.000 pessoas. Viena 20.000 pessoas. Danzig (hoje Gdańsk) 20.000 pessoas. Straßburg (hoje Estrasburgo) 20.000 pessoas. Worms 20.000 pessoas. Lübeck 15.000 pessoas. Regensburg 11.000 pessoas.[210][211][212][213]
- 1500: Milão 100.000 pessoas. Gênova 70.000 pessoas. Praga 70.000. Florença 50.000 pessoas. Colônia 45.000. Antuérpia 40.000 pessoas. Cremona 40.000 pessoas. Nuremberg 38.000. Augsburg 30.000. Mântua 28.000 pessoas. Lübeck 25.000. Breslávia (hoje Wrocław) 25.000. Regensburg 22.000. Augsburg 20.000 pessoas. Viena 20.000. Estrasburgo (hoje Strasbourg) 20.000. Parma 19.000 pessoas. Magdeburg 18.000. Modena 18.000 pessoas. Pavia 16.000 pessoas. Ulm 16.000. Hamburgo 15.000.[214]
- 1600 : Milão 150.000.[215] Praga 100.000. Viena 50.000. Augsburgo 45.000. Colônia 40.000. Nuremberga 40.000. Hamburgo 40.000. Magdeburgo 40.000. Breslau (agora Wrocław) 40.000. Estrasburgo (agora Strasbourg) 25.000. Lübeck 23.000. Ulm 21.000. Regensburgo 20.000. Frankfurt am Main 20.000. Munique 20.000.[214]

### Religião

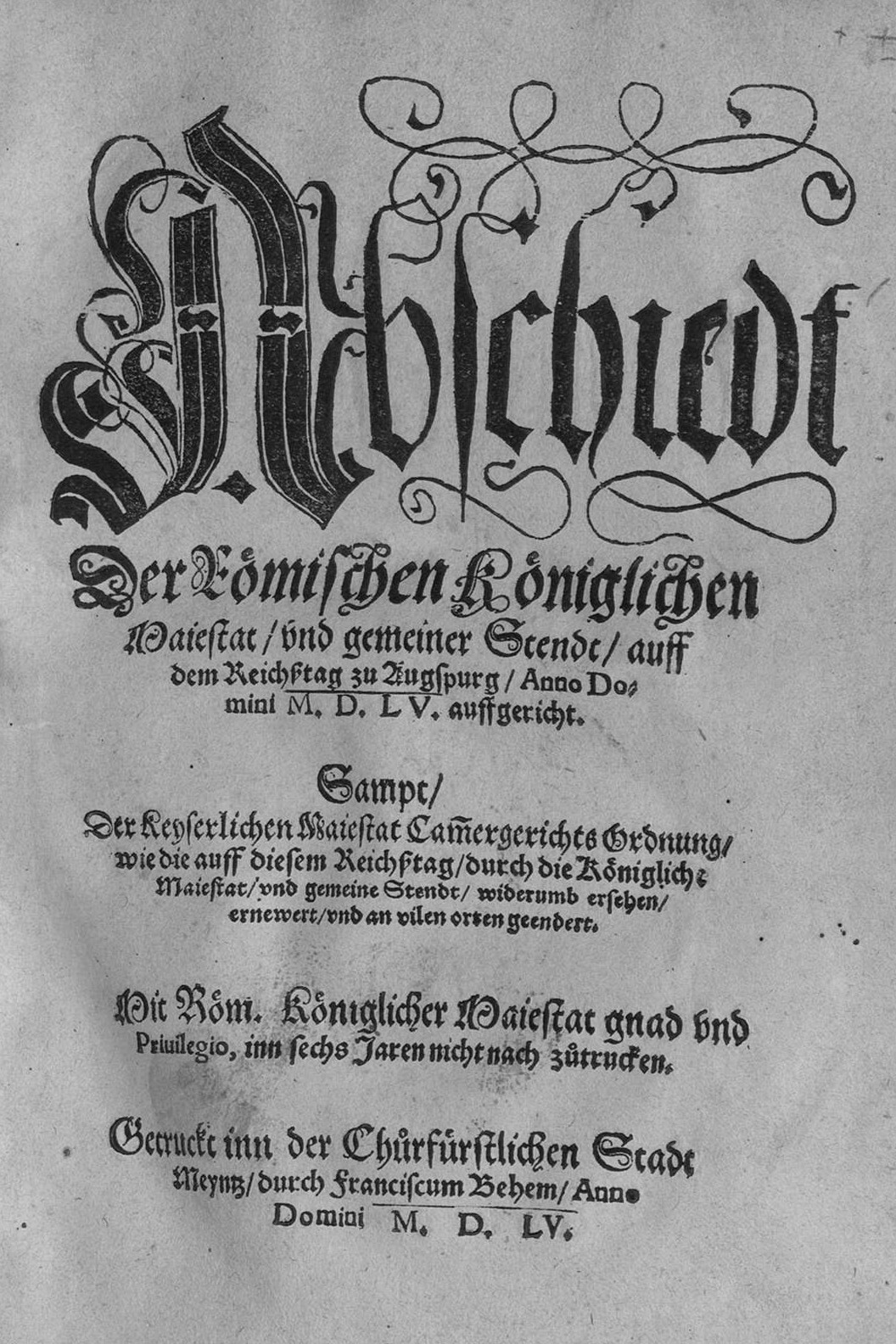
Primeira página da Paz de Augsburgo, que lançou as bases legais para duas confissões religiosas coexistentes (catolicismo romano e luteranismo) nos estados de língua alemã do Sacro Império Romano

O catolicismo constituiu a única religião oficial do Império até 1555; o Sacro Imperador Romano-Germânico sempre foi católico.
O luteranismo foi oficialmente reconhecido na Paz de Augsburgo de 1555, e o calvinismo na Paz de Vestfália de 1648. Essas duas constituíam as únicas denominações protestantes oficialmente reconhecidas, enquanto várias outras confissões protestantes, como o anabatismo, o arminianismo, etc., coexistiam ilegalmente dentro do Império. O anabatismo ocorreu em uma variedade de denominações, incluindo menonitas, irmãos de Schwarzenau, huteritas, amish e vários outros grupos.
Após a Paz de Augsburgo, a religião oficial de um território foi determinada pelo princípio cuius regio, eius religio segundo o qual a religião de um governante determinava a de seus súditos. A Paz de Vestfália revogou esse princípio ao estipular que a religião oficial de um território deveria ser a que era em 1º de janeiro de 1624, considerado um "ano normal". Doravante, a conversão de um governante a outra fé não implicava a conversão dos seus súbditos.
Além disso, todos os súditos protestantes de um governante católico e vice-versa tinham garantidos os direitos que desfrutavam naquela data. Enquanto os adeptos da religião oficial de um território desfrutavam do direito de culto público, aos outros era permitido o direito de culto privado (em capelas sem torres ou sinos). Em teoria, ninguém deveria ser discriminado ou excluído do comércio, das atividades comerciais, do artesanato ou do sepultamento público por motivos religiosos. Pela primeira vez, a natureza permanente da divisão entre as igrejas cristãs do império foi mais ou menos assumida.
Uma minoria judaica existia no Sacro Império Romano. Os Sacro Imperadores Romanos-Germânicos reivindicaram o direito de proteção e tributação de todos os judeus do império, mas também houve massacres em larga escala de judeus, especialmente na época da Primeira Cruzada e durante as guerras religiosas no século XVI.

## Instituições
O Sacro Império Romano não era um estado centralizado nem um estado-nação. Em vez disso, foi dividido em dezenas – eventualmente centenas – de entidades individuais governadas por reis, [p] duques, condes, bispos, abades e outros governantes, conhecidos coletivamente como príncipes. Havia também algumas áreas governadas diretamente pelo Imperador.
A partir da Alta Idade Média, o Sacro Império Romano foi marcado por uma coexistência desconfortável com os príncipes dos territórios locais que lutavam para tirar-lhe o poder. Em maior medida do que em outros reinos medievais, como França e Inglaterra, os imperadores não conseguiram obter muito controle sobre as terras que possuíam formalmente. Em vez disso, para proteger sua própria posição da ameaça de serem depostos, os imperadores foram forçados a conceder cada vez mais autonomia aos governantes locais, tanto nobres quanto bispos. Esse processo começou no século XI com a Controvérsia da Investidura e foi mais ou menos concluído com a Paz de Vestfália de 1648. Vários imperadores tentaram reverter essa diluição constante de sua autoridade, mas foram frustrados tanto pelo papado quanto pelos príncipes do Império.

### Estados imperiais
O número de territórios representados na Dieta Imperial era considerável, totalizando cerca de 300 na época da Paz de Vestfália. Muitos desses Kleinstaaten ("pequenos estados") não cobriam mais do que algumas milhas quadradas ou incluíam várias partes não contíguas, de modo que o Império era frequentemente chamado de Flickenteppich ("tapete de retalhos"). Uma entidade era considerada um Reichsstand (propriedade imperial) se, de acordo com a lei feudal, não tivesse autoridade acima dela, exceto o próprio Sacro Imperador Romano. As propriedades imperiais compreendiam:
- Territórios governados por um nobre hereditário, como um príncipe, arquiduque, duque ou conde.
- Territórios nos quais a autoridade secular era exercida por um dignitário eclesiástico, como um arcebispo, bispo ou abade. Tal eclesiástico ou clérigo era um príncipe da Igreja. No caso comum de um príncipe-bispo, esse território temporal (chamado de príncipe-bispado) frequentemente se sobrepunha à sua diocese eclesiástica, muitas vezes maior, dando ao bispo poderes civis e eclesiásticos. Exemplos são os príncipes-arcebispados de Colônia, Trier e Mainz.
- Cidades imperiais livres e vilas imperiais, que estavam sujeitas apenas à jurisdição do imperador.
- As propriedades dispersas dos Cavaleiros Imperiais e Condes Imperiais livres, sujeitos imediatos ao Imperador, mas não representados na Dieta Imperial.

Foi calculado um total de 1.500 propriedades imperiais. Para uma lista de Reichsstände em 1792, veja Lista de participantes da Dieta Imperial (1792) .
Os senhores mais poderosos do império posterior foram os Habsburgos austríacos, que governaram 240.0000km2 de terra dentro do Império na primeira metade do século XVII, principalmente na atual Áustria e República Tcheca. Ao mesmo tempo, as terras governadas pelos eleitores da Saxônia, Baviera e Brandemburgo (antes da aquisição da Prússia) estavam todas perto de 40.000km2; o Duque de Brunswick-Lüneburg (mais tarde Eleitor de Hanôver) tinha um território aproximadamente do mesmo tamanho. Esses eram os maiores reinos alemães. O Eleitor do Palatinado tinha significativamente menos, 20.0000km2, e os eleitorados eclesiásticos de Mainz, Colônia e Trier eram muito menores, com cerca de 7.0000km2. Um pouco maior que eles, com cerca de 7.000-10.000km2, eram o Ducado de Württemberg, o Landgraviate de Hessen-Kassel e o Ducado de Mecklenburg-Schwerin. Eles eram aproximadamente do mesmo tamanho que os príncipes-bispados de Salzburgo e Münster. A maioria dos outros territórios alemães, incluindo os outros principados-bispados, tinham menos de 5.0000km2, sendo o menor o dos Cavaleiros Imperiais; por volta de 1790, os Cavaleiros consistiam em 350 famílias governando um total de apenas 5.0000km2 coletivamente. A Itália Imperial era menos fragmentada politicamente, a maior parte dela em c. 1600 sendo dividido entre Saboia (Saboia, Piemonte, Nice, Aosta), o Grão-Ducado da Toscana (Toscana, bar Lucca), a República de Gênova (Ligúria, Corisca), os ducados de Modena-Reggio e Parma-Piacenza (Emilia), e o Ducado Espanhol de Milão (a maior parte da Lombardia), cada um com entre meio milhão e um milhão e meio de pessoas. Os Países Baixos também eram mais coerentes que a Alemanha, estando inteiramente sob o domínio dos Países Baixos Espanhóis como parte do Círculo da Borgonha, pelo menos nominalmente.
| Governante                               | 1648               | 1714               | 1748               | 1792               |
| ---------------------------------------- | ------------------ | ------------------ | ------------------ | ------------------ |
| Habsburgos Austríacos                    | 225.390km2 (32,8%) | 251.185km2 (36,5%) | 213.785km2 (31,1%) | 215.875km2 (31,4%) |
| Hohenzollerns de Brandemburgo            | 70.469km2 (10,2%)  | 77.702km2 (11,3%)  | 124.122km2 (18,1%) | 131.822km2 (19,2%) |
| Outros príncipes eleitores seculares [r] | 89.333km2 (13,1%)  | 122.823km2 (17,9%) | 123.153km2 (17,9%) | 121.988km2 (17,7%) |
| Outros governantes alemães               | 302.146km2 (44,0%) | 235.628km2 (34,3%) | 226.278km2 (32,9%) | 217.653km2 (31,7%) |
| Total                                    | 687.338            | 687.338            | 687.338            | 687.338            |

### Rei dos Romanos

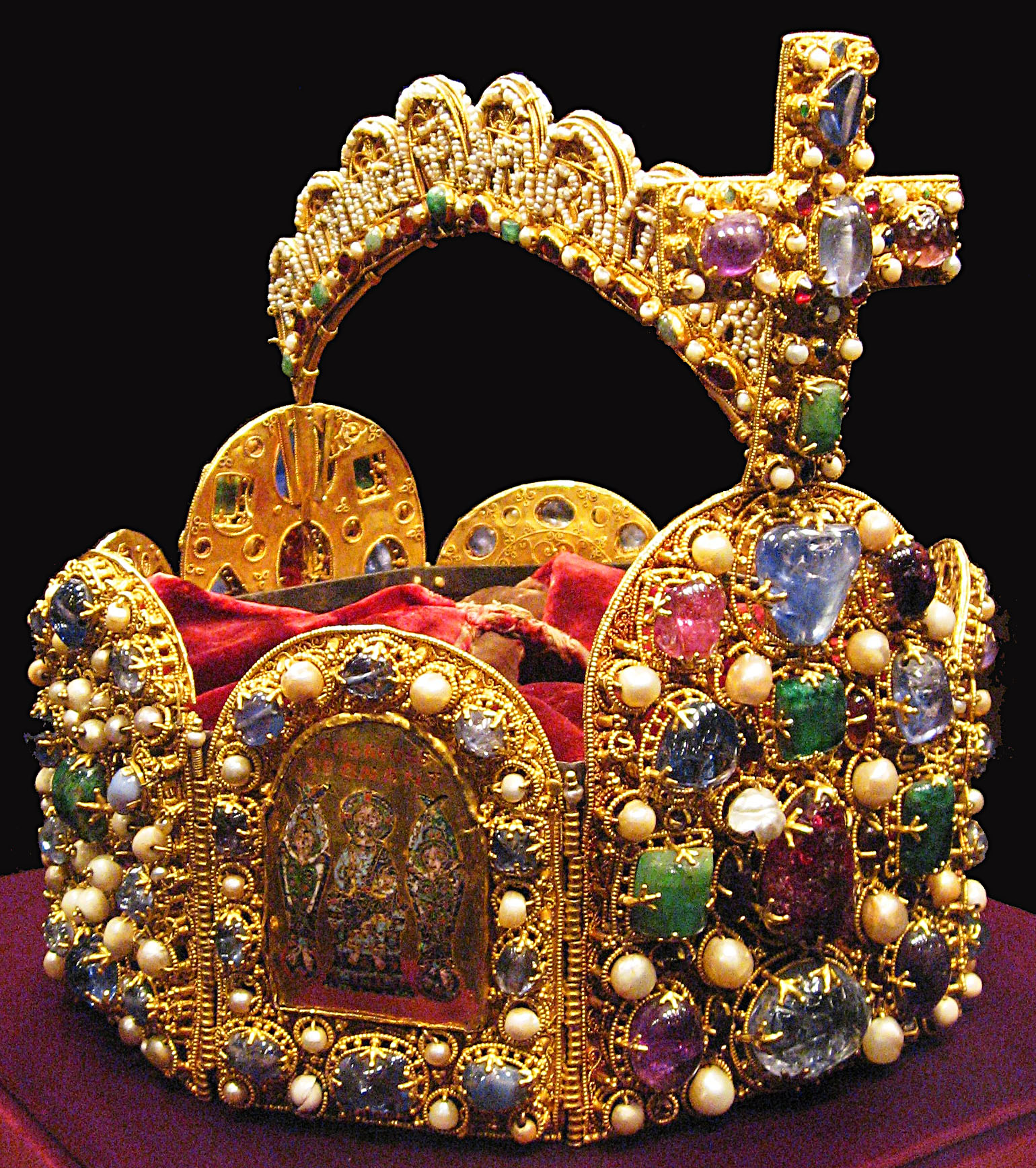
A Coroa do Imperador Romano-Germânico (2ª metade do século X), agora mantida no Schatzkammer (Viena)

Um possível Imperador primeiro tinha que ser eleito Rei dos Romanos (em latim: Rex Romanorum; em alemão: römischer König). Os reis alemães eram eleitos desde o século IX; naquela época, eles eram escolhidos pelos líderes das cinco tribos mais importantes (os francos sálios da Lorena, os francos ripuários da Francônia, os saxões, os bávaros e os suábios). No Sacro Império Romano, os principais duques e bispos do reino elegiam o Rei dos Romanos.
O trono imperial era transferido por eleição, mas os imperadores muitas vezes garantiam que seus próprios filhos fossem eleitos durante suas vidas, permitindo-lhes manter a coroa para suas famílias. Isso só mudou após o fim da dinastia sália, no século XII.
Em 1356, o Imperador Carlos IV emitiu a Bula de Ouro, que limitou os eleitores a sete: o Rei da Boêmia, o Conde Palatino do Reno, o Duque da Saxônia, o Marquês de Brandemburgo e os arcebispos de Colônia, Mainz e Trier . Durante a Guerra dos Trinta Anos, o Duque da Baviera recebeu o direito de votar como oitavo eleitor, e o Duque de Brunswick-Lüneburg (coloquialmente, Hanover) recebeu um nono eleitorado; além disso, as Guerras Napoleônicas resultaram na realocação de vários eleitorados, mas esses novos eleitores nunca votaram antes da dissolução do Império. Espera-se que um candidato à eleição ofereça concessões de terras ou dinheiro aos eleitores para garantir seu voto.
Após ser eleito, o Rei dos Romanos poderia teoricamente reivindicar o título de "Imperador" somente após ser coroado pelo Papa. Em muitos casos, isso levava vários anos, enquanto o rei era ocupado por outras tarefas: frequentemente ele primeiro tinha que resolver conflitos no norte rebelde da Itália ou estava brigando com o próprio Papa. Imperadores posteriores dispensaram completamente a coroação papal, contentando-se com o título de Imperador Eleito: o último Imperador a ser coroado pelo Papa foi Carlos V em 1530.
O Imperador tinha que ser homem e de sangue nobre. Nenhuma lei exigia que ele fosse católico, mas como a maioria dos eleitores aderia a essa fé, nenhum protestante foi eleito. Se e até que ponto ele tinha que ser alemão era uma questão discutida entre os eleitores, especialistas contemporâneos em direito constitucional e o público. Durante a Idade Média, alguns reis e imperadores não eram de origem alemã, mas desde o Renascimento, a herança alemã era considerada vital para que um candidato fosse elegível para um cargo imperial.

### Dieta Imperial (Reichstag)

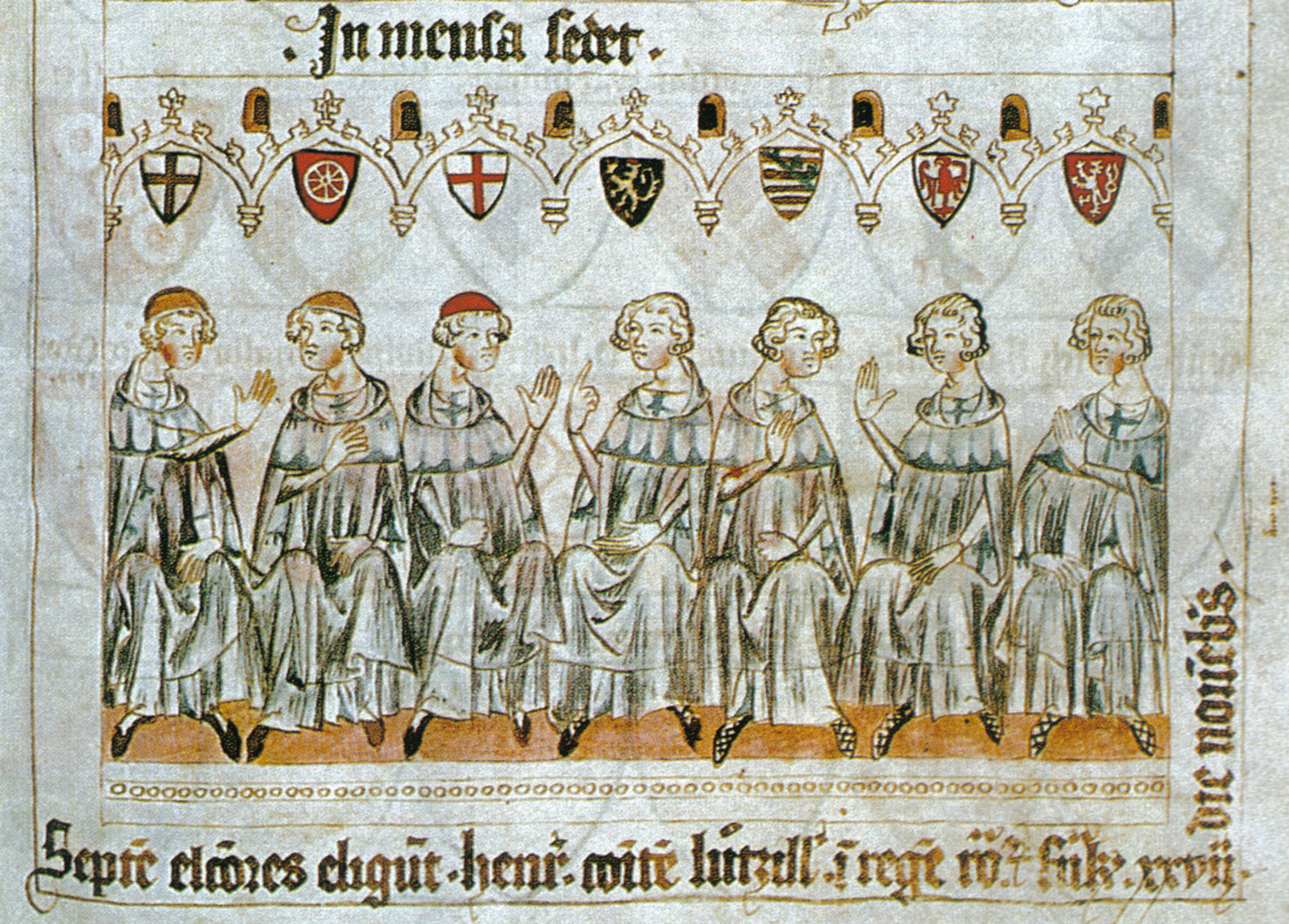
Os Sete Príncipes-eleitores (Codex Balduini Trevirorum, c. 1340)

A Dieta Imperial (Reichstag, ou Reichsversammlung) não era um órgão legislativo como é entendido hoje, pois seus membros a imaginavam mais como um fórum central, onde era mais importante negociar do que decidir. A Dieta era teoricamente superior ao próprio imperador. Foi dividido em três classes. A primeira classe, o Conselho de Eleitores, era formada pelos eleitores, ou seja, os príncipes que podiam votar no Rei dos Romanos. A segunda classe, o Conselho dos Príncipes, era composta pelos outros príncipes. O Conselho de Príncipes era dividido em duas "bancadas", uma para governantes seculares e outra para governantes eclesiásticos. Príncipes de posição mais alta tinham votos individuais, enquanto príncipes de posição mais baixa eram agrupados em "faculdades" por geografia. Cada faculdade tinha um voto.
A terceira classe era o Conselho das Cidades Imperiais, que era dividido em dois colégios: Suábia e Reno. O Conselho das Cidades Imperiais não era totalmente igual aos outros; não podia votar em vários assuntos, como a admissão de novos territórios. A representação das Cidades Livres na Dieta tornou-se comum desde o final da Idade Média. No entanto, sua participação foi formalmente reconhecida apenas em 1648, com a Paz de Vestfália, que pôs fim à Guerra dos Trinta Anos.

### Cortes imperiais
O Império também tinha dois tribunais: o Reichshofrat (também conhecido em inglês como Conselho Áulico) na corte do Rei/Imperador, e o Reichskammergericht (Tribunal da Câmara Imperial), estabelecido com a Reforma Imperial de 1495 por Maximiliano I. O Reichskammergericht e o Conselho Áulico eram as duas mais altas instâncias judiciais no Antigo Império. A composição da corte da Câmara Imperial era determinada tanto pelo Sacro Imperador Romano quanto pelos estados súditos do Império. Dentro deste tribunal, o Imperador nomeou o presidente do tribunal, sempre um aristocrata de alta linhagem, vários juízes-chefes divisionais e alguns dos outros juízes de primeira instância.
O Conselho Áulico tinha poder sobre muitas disputas judiciais de estado, tanto em concordância com a corte da Câmara Imperial quanto exclusivamente por conta própria. O Tribunal da Câmara Imperial das províncias se estendia a violações da paz pública, casos de apreensão ou prisão arbitrária, alegações que diziam respeito ao tesouro, violações dos decretos do Imperador ou das leis aprovadas pela Dieta Imperial, disputas sobre propriedade entre inquilinos imediatos do Império ou súditos de diferentes governantes e, finalmente, ações contra inquilinos imediatos do Império, com exceção de acusações criminais e questões relacionadas a feudos imperiais, que iam para o Conselho Áulico. O Concílio Áulico permitiu até mesmo aos imperadores os meios para depor os governantes que não correspondessem às expectativas.

### Círculos imperiais

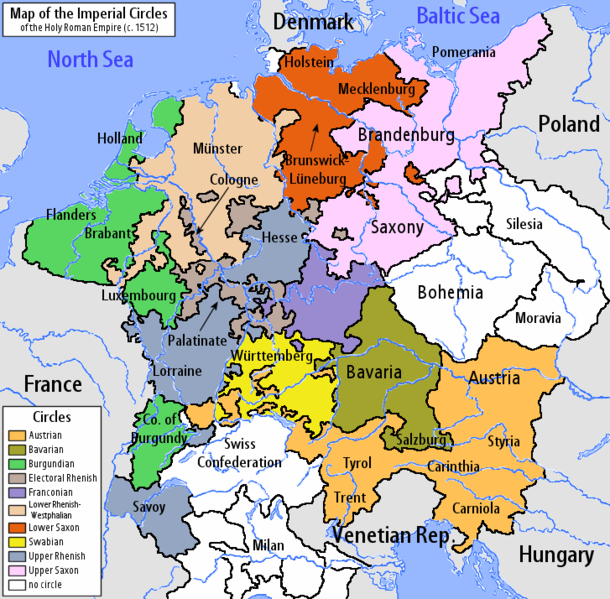
Um mapa do Império mostrando a divisão em círculos em 1512

Como parte da Reforma Imperial, seis círculos imperiais foram estabelecidos em 1500; mais quatro foram estabelecidos em 1512. Esses eram agrupamentos regionais da maioria (mas não de todos) dos vários estados do Império para fins de defesa, tributação imperial, supervisão da cunhagem, funções de manutenção da paz e segurança pública. Cada círculo tinha seu próprio parlamento, conhecido como Kreistag ("Dieta do Círculo"), e um ou mais diretores, que coordenavam os assuntos do círculo. Nem todos os territórios imperiais foram incluídos nos círculos imperiais, mesmo depois de 1512; as Terras da Coroa Boêmia foram excluídas, assim como a Suíça, os feudos imperiais no norte da Itália, as terras dos Cavaleiros Imperiais e certos outros pequenos territórios, como o Senhorio de Jever.

### Exército
O Exército do Sacro Império Romano-Germânico (em alemão: Reichsarmee, em alemão: Reichsheer ou em alemão: Reichsarmatur; em latim: exercitus imperii) foi criada em 1422 e, como resultado das Guerras Napoleônicas, chegou ao fim antes mesmo do Império. Não deve ser confundido com o Exército Imperial (em alemão: Kaiserliche Armee) do Imperador.
Apesar das aparências em contrário, o Exército do Império não constituía um exército permanente que estava sempre pronto para lutar pelo Império. Quando havia perigo, um Exército do Império era reunido entre os elementos que o constituíam,  a fim de conduzir uma campanha militar imperial ou Reichsheerfahrt. Na prática, as tropas imperiais muitas vezes tinham lealdades locais mais fortes do que sua lealdade ao Imperador.

### Centros administrativos

Viena, por volta de 1580 por Georg Braun e Frans Hogenberg

Ao longo da primeira metade de sua história, o Sacro Império Romano foi governado por uma corte itinerante . Reis e imperadores viajavam entre os numerosos Kaiserpfalzes (palácios imperiais), geralmente residiam por várias semanas ou meses e cuidavam de assuntos jurídicos, leis e administração locais. A maioria dos governantes manteve um ou vários locais favoritos do palácio imperial, onde eles iriam promover o desenvolvimento e passar a maior parte do seu tempo: Carlos Magno (Aachen a partir de 794), Otão I ( Magdeburg, a partir de 955), Frederico II (Palermo 1220–1254), Wittelsbacher (Munique 1328–1347 e 1744–1745), Habsburger (Praga 1355–1437 e 1576–1611; e Viena 1438–1576, 1611–1740 e 1745–1806).
Esta prática acabou eventualmente durante o século XVI, quando os imperadores da dinastia dos Habsburgos escolheram Viena e Praga e os governantes de Wittelsbach escolheram Munique como suas residências permanentes (o "verdadeiro lar" de Maximiliano I ainda era "o estribo, o descanso noturno e a sela", embora Innsbruck fosse provavelmente sua base mais importante; Carlos V também era um imperador nômade).  Viena se tornou capital imperial durante a década de 1550 sob Fernando I (reinou de 1556 a 1564). Com exceção de um período sob Rodolfo II (reinou de 1570 a 1612), que se mudou para Praga, Viena manteve sua primazia sob seus sucessores.  Antes disso, certos locais serviam apenas como residência individual para um determinado soberano. Várias cidades tinham estatuto oficial, onde os Estados Imperiais convocavam as Dietas Imperiais, a assembleia deliberativa do império.
A Dieta Imperial (Reichstag) residia em Paderborn, Bad Lippspringe, Ingelheim am Rhein, Diedenhofen (agora Thionville), Aachen, Worms, Forchheim, Trebur, Fritzlar, Ravenna, Quedlinburg, Dortmund, Verona, Minden, Mainz, Frankfurt am Main, Merseburg, Goslar, Würzburg, Bamberg, Schwäbisch Hall, Augsburg, Nuremberg, Quierzy-sur-Oise, Speyer, Gelnhausen, Erfurt, Eger (agora Cheb), Esslingen, Lindau, Freiburg, Colônia, Konstanz e Trier antes de ser transferido permanentemente para Regensburg.
Até o século XV, o imperador eleito era coroado e ungido pelo Papa em Roma, com algumas exceções em Ravena, Bolonha e Reims. Desde 1508 (imperador Maximiliano I) as eleições imperiais ocorreram em Frankfurt am Main, Augsburg, Rhens, Colônia ou Regensburg.
Em dezembro de 1497, o Conselho Áulico (Reichshofrat) foi estabelecido em Viena.
Em 1495, foi estabelecido o Reichskammergericht, que residia em Worms, Augsburg, Nuremberg, Regensburg, Speyer e Esslingen antes de ser transferido permanentemente para Wetzlar.

### Relações exteriores
A família real dos Habsburgos tinha seus próprios diplomatas para representar seus interesses. Os maiores principados do Sacro Império Romano, começando por volta de 1648, também fizeram o mesmo. O Sacro Império Romano não tinha um ministério próprio dedicado às relações exteriores e, portanto, a Dieta Imperial não tinha controle sobre esses diplomatas; ocasionalmente, a Dieta os criticava.
Quando Regensburg serviu como sede da Dieta, a França e, no final da década de 1700, a Rússia, tinham representantes diplomáticos lá. Os reis da Dinamarca, Grã-Bretanha e Suécia possuíam propriedades fundiárias na Alemanha e, portanto, tinham representação na própria Dieta. A Holanda também tinha enviados em Regensburg. Regensburg era o local onde os enviados se reuniam, pois era onde os representantes da Dieta podiam ser contatados.

## Famílias e dinastias imperiais

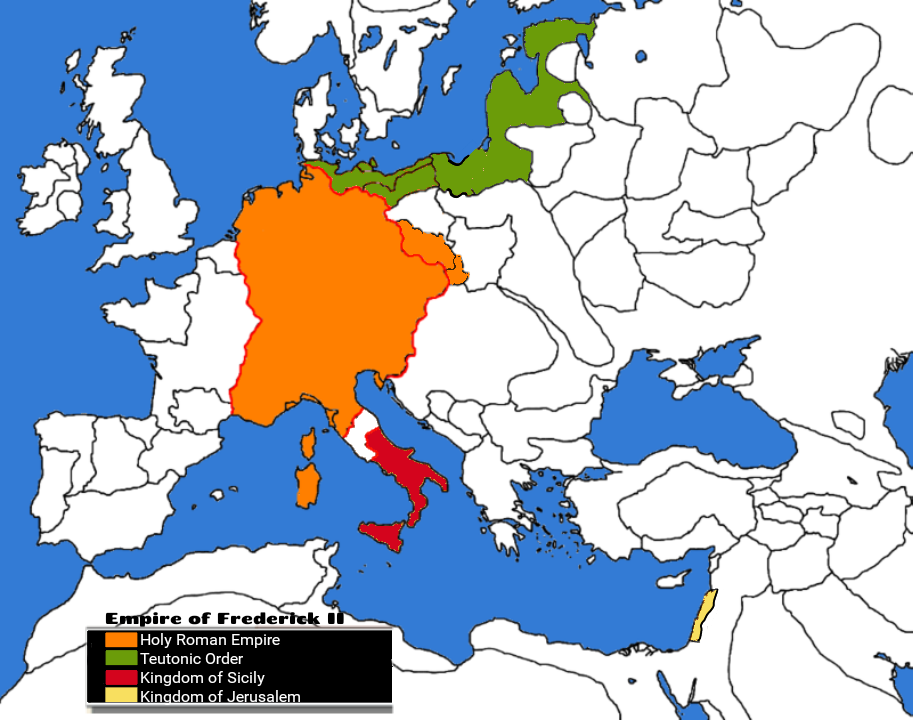
Domínios de Frederico II por volta de 1200 (Reino da Sicília, Sacro Império Romano, Reino de Jerusalém, Ordem Teutônica)

Alguns distritos eleitorais do Sacro Império Romano tinham territórios reais ou imperiais adicionais que estavam, às vezes, desde o início, fora da jurisdição do Sacro Império Romano. Henrique VI, herdando tanto as aspirações alemãs de soberania imperial quanto o sonho de hegemonia dos reis normandos da Sicília no Mediterrâneo, tinha um projeto ambicioso para um império mundial. Boettcher observa que a política de casamento também desempenhou um papel importante aqui, "A política de casamento dos Staufer variou da Ibéria à Rússia, da Escandinávia à Sicília, da Inglaterra a Bizâncio e aos estados cruzados no Oriente. Henrique já estava lançando seus olhos além da África e Grécia, para a Ásia Menor e Síria e, claro, para Jerusalém." Sua anexação da Sicília mudou o equilíbrio estratégico na península italiana. O imperador, que queria tornar todas as suas terras hereditárias, também afirmou que os feudos papais eram feudos imperiais. Após sua morte, aos 31 anos, ele não conseguiu passar sua posição poderosa para seu filho, Frederico II, que havia sido eleito apenas Rei dos Romanos.  A união entre a Sicília e o Império permaneceu, portanto, uma união pessoal. Frederico II tornou-se rei da Sicília em 1225 por meio de seu casamento com Isabel II (ou Iolanda) de Jerusalém e reconquistou Belém e Nazaré para o lado cristão por meio de negociações com Al-Kamil. O sonho de império mundial dos Hohenstaufen terminou com a morte de Frederico em 1250.
Nos seus primeiros dias, o Império forneceu o principal meio para o cristianismo se infiltrar nos reinos pagãos do Norte e do Leste (escandinavos, magiares, povos eslavos, etc.). Na época da Reforma, o Império, por natureza, era defensivo e não agressivo, desejando paz interna e segurança contra forças invasoras, um fato que até mesmo príncipes guerreiros como Maximiliano I apreciavam. No início da Idade Moderna, a associação com a Igreja (a Igreja Universal para os luxemburgueses e a Igreja Católica para os Habsburgos), bem como a responsabilidade do imperador pela defesa da Europa Central, continuaram sendo uma realidade. Até mesmo o gatilho para a concepção da Reforma Imperial sob Sigismundo foi a ideia de ajudar a Igreja a colocar sua casa em ordem.

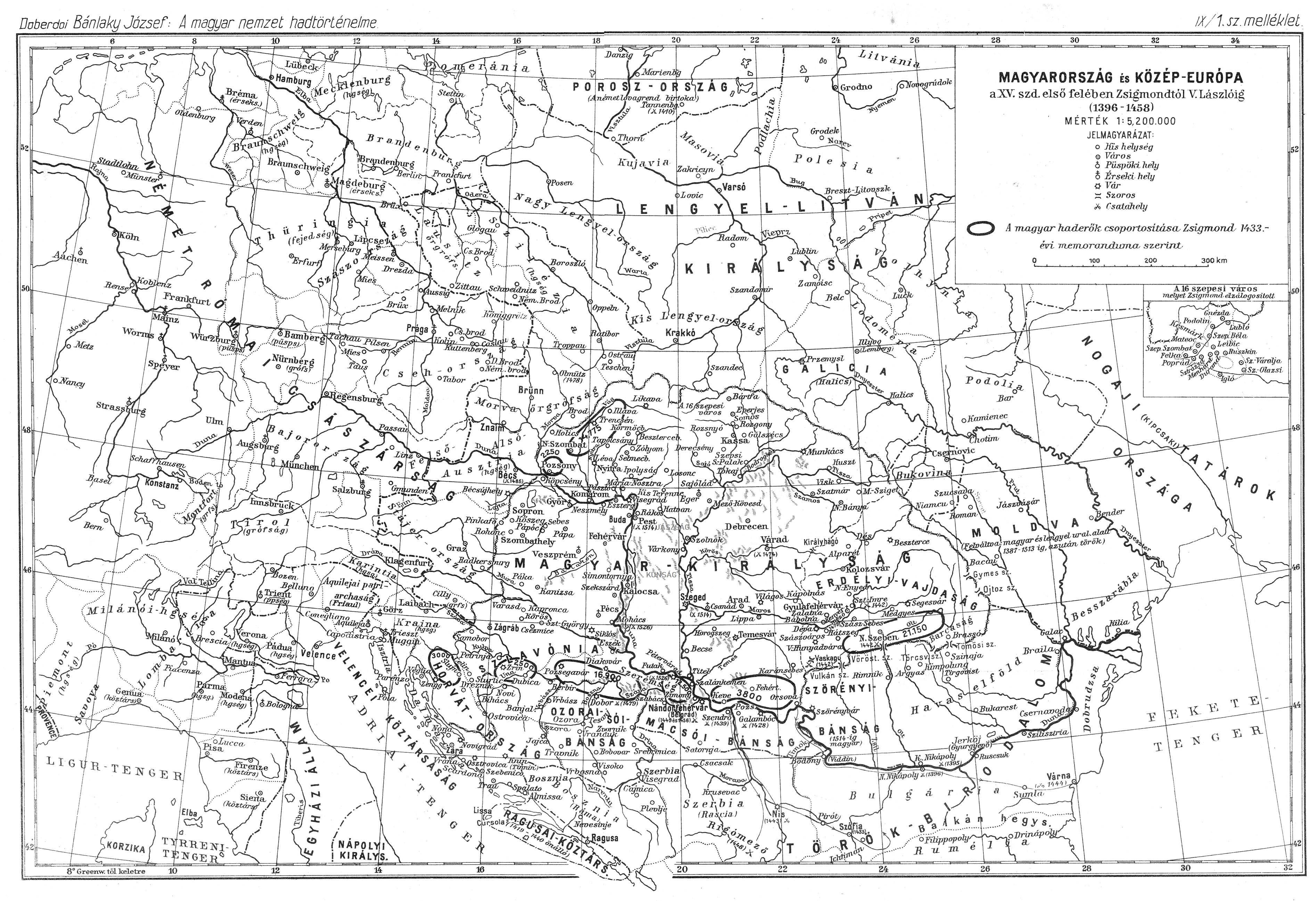
Sacro Império Romano-Germânico (Német-római Császárság), incluindo Itália e Boêmia (Csehország), e Hungria (Magyarország) sob Sigismundo

Tradicionalmente, as dinastias alemãs exploravam o potencial do título imperial para trazer a Europa Oriental para o grupo, além de suas terras ao norte e ao sul dos Alpes. Estratégias de casamento e herança, seguidas de guerras (geralmente defensivas), desempenharam um grande papel tanto para os luxemburgueses quanto para os Habsburgos. Foi sob Sigismundo de Luxemburgo, que se casou com Maria, rainha real e legítima herdeira da Hungria e mais tarde consolidou seu poder com o casamento com a nobre capaz e bem relacionada Bárbara de Celje, que o império pessoal do imperador se expandiu para um reino fora dos limites do Sacro Império Romano: a Hungria. Este último monarca da dinastia de Luxemburgo (que usava quatro coroas reais) conseguiu ganhar um império quase comparável em escala ao posterior império dos Habsburgos, embora ao mesmo tempo tenha perdido o Reino da Borgonha e o controle sobre os territórios italianos. O foco dos luxemburgueses no Oriente, especialmente na Hungria, permitiu que os novos governantes borgonheses da dinastia Valois fomentassem o descontentamento entre os príncipes alemães. Assim, os Habsburgos foram forçados a redirecionar sua atenção para o Ocidente. O primo e antecessor de Frederico III, Alberto II da Alemanha (que era genro e herdeiro de Sigismundo através do seu casamento com Isabel de Luxemburgo) conseguiu unir as coroas da Alemanha, Hungria, Boémia e Croácia sob o seu governo, mas morreu jovem. 
Durante seu governo, Maximiliano I teve um foco duplo tanto no Oriente quanto no Ocidente. A expansão bem-sucedida (com o papel notável da política de casamento) sob Maximiliano reforçou sua posição no Império e também criou mais pressão para uma reforma imperial, para que pudessem obter mais recursos e ajuda coordenada dos territórios alemães para defender seus reinos e combater potências hostis como a França.  Desde que se tornou Rei dos Romanos em 1486, o Império forneceu ajuda essencial para suas atividades nos Países Baixos da Borgonha, bem como para suas negociações com a Boêmia, Hungria e outras políticas orientais. Durante o reinado de seus netos, a Croácia e o restante do reino húngaro escolheram Fernando como seu governante depois que ele conseguiu resgatar a Silésia e a Boêmia do destino da Hungria contra os otomanos. Simms observa que a sua escolha foi contratual, vinculando o governo de Fernando nestes reinos e territórios à sua eleição como Rei dos Romanos e à sua capacidade de defender a Europa Central. Por sua vez, o domínio imperial dos Habsburgos também “dependeu da manutenção destas extensas terras adicionais como fontes independentes de riqueza e prestígio”.

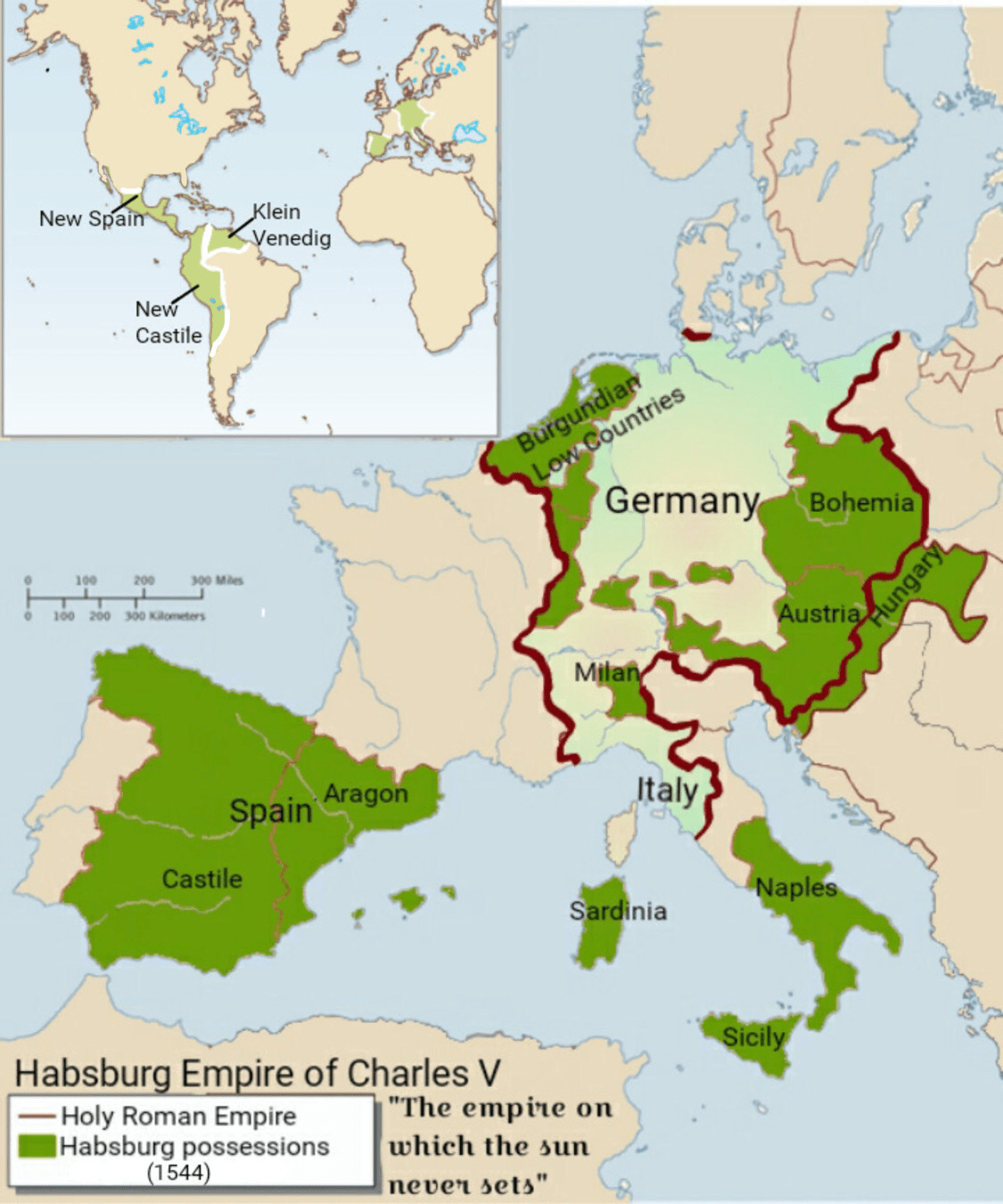
O império de Carlos V no seu auge após a Paz de Crépy em 1544

Os últimos Habsburgos austríacos, de Fernando I, tiveram o cuidado de manter uma distinção entre seu império dinástico e o Sacro Império Romano. Peter Wilson argumenta que as instituições e estruturas desenvolvidas pela Reforma Imperial serviam principalmente às terras alemãs e, embora a monarquia dos Habsburgos "permanecesse intimamente ligada ao Império", os Habsburgos deliberadamente se abstiveram de incluir seus outros territórios em sua estrutura. "Em vez disso, eles desenvolveram suas próprias instituições para administrar o que era, efetivamente, um império dinástico-territorial paralelo e que lhes deu uma superioridade esmagadora de recursos, permitindo-lhes, por sua vez, manter um controle quase ininterrupto sobre o título imperial nos três séculos seguintes."  Fernando tinha interesse em manter a Boêmia separada da jurisdição imperial e tornar a conexão entre a Boêmia e o Império mais frouxa (a Boêmia não precisava pagar impostos ao Império). Como recusou os direitos de um Eleitor Imperial como Rei da Boémia (que lhe fornecia metade dos seus rendimentos ), conseguiu dar à Boémia (bem como aos territórios associados, como a Alta e Baixa Alsácia, a Silésia e a Morávia) o mesmo estatuto privilegiado da Áustria, afirmando assim a sua posição superior no Império. Os Habsburgos também tentaram mobilizar ajuda imperial para a Hungria (o que, ao longo do século XVI, custou à dinastia mais dinheiro em despesas de defesa do que a receita total que produziu).
Desde 1542, Carlos V e Fernando puderam cobrar o imposto Moeda Comum, ou Türkenhilfe (ajuda turca), criado para proteger o Império contra os otomanos ou a França. Mas como a Hungria, diferentemente da Boêmia, não fazia parte do Império, a ajuda imperial à Hungria dependia de fatores políticos. A obrigação só entraria em vigor se Viena ou o Império fossem ameaçados. Wilson observa que, "No início da década de 1520, o Reichstag hesitou em votar auxílio ao rei Luís II da Hungria, porque o considerava um príncipe estrangeiro. Isso mudou quando a Hungria passou para os Habsburgos após a morte de Luís em batalha em 1526 e o principal objetivo da tributação imperial nos 90 anos seguintes foi subsidiar o custo da defesa da fronteira húngara contra os otomanos. A maior parte do armamento e outros materiais militares foram fornecidos por empresas sediadas no Império e financiados por bancos alemães. O mesmo é verdade para as tropas que eventualmente expulsaram os otomanos da Hungria entre 1683 e 1699. O código de lei imperial de 1532 foi usado em partes da Hungria até meados do século XVII, mas, de outra forma, a Hungria tinha seu próprio sistema legal e não importava os austríacos. Os nobres húngaros resistiram ao uso de títulos germânicos como Graf para conde até 1606, e muito poucos adquiriram o status pessoal de príncipe imperial." 
Respondendo à opinião de que as preocupações dinásticas dos Habsburgos eram prejudiciais ao Sacro Império Romano, Whaley escreve que "não havia incompatibilidade fundamental entre o dinasticismo e a participação no império, nem para os Habsburgos, nem para os saxões ou outros". As estratégias de casamento imperial tiveram efeitos duplos para o Sacro Império Romano. A ligação espanhola foi um exemplo: embora tenha proporcionado um parceiro poderoso na defesa da cristandade contra os otomanos, permitiu a Carlos V transferir os Países Baixos da Borgonha, o Franco-Condado, bem como outros feudos imperiais, como Milão, para o Império Espanhol do seu filho Filipe II.
Além das famílias imperiais, outros príncipes alemães também possuíam terras estrangeiras, e governantes estrangeiros também podiam adquirir feudos imperiais e, assim, se tornarem príncipes imperiais. Esse fenômeno contribuiu para a fragmentação da soberania, na qual os vassalos imperiais permaneceram semissoberanos, ao mesmo tempo em que fortalecia as interconexões (e as chances de interferência mútua) entre o Reino da Alemanha e o Império em geral com outros reinos, como Dinamarca e Suécia, que aceitavam o status de vassalos imperiais em nome de suas possessões alemãs (que estavam sujeitas às leis imperiais). As duas monarquias escandinavas honraram as obrigações de ajudar o Império nas guerras do século XVII e início do século XVIII. Eles também importaram famílias principescas alemãs como governantes, embora em ambos os casos isso não tenha produzido uniões diretas. A Dinamarca tentou consistentemente tirar partido da sua influência nas instituições imperiais para ganhar novos feudos imperiais ao longo do Elba, embora estas tentativas geralmente não tenham tido sucesso.

### Instituições
- Lista de imperadores do Sacro Império Romano-Germânico
- Lista de rainhas da Germânia e imperatrizes do Sacro Império Romano-Germânico
- Lista de monarcas da Alemanha